# MG・MGB
MGB（エムジービー）は、イギリスのスポーツカーブランドである「MG」の主要車種の一つで、1962年の発表から1980年の製造終了までに、全世界においてシリーズ全体で実に52万台以上も製造・販売された、2ドア・オープンカーの代名詞存在である。
ここでは、同モデルに屋根を取り付けたクーペ型の「MGB GT」や、エンジンが異なる「MGC」、「MGB GT V8」等についても言及する。

## 概略

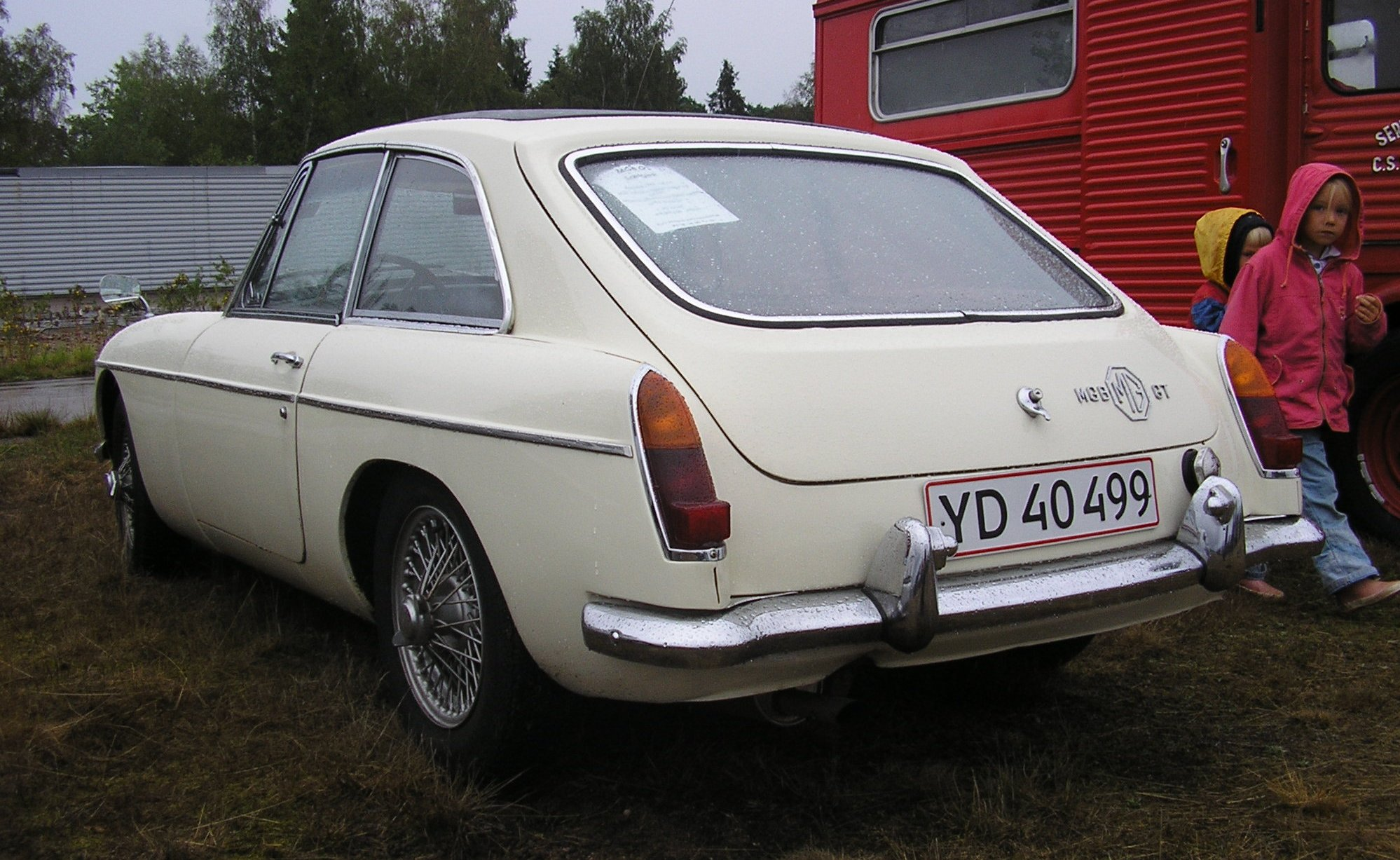
MGB GT 1966年式
GTのリヤはファストバックスタイルで、客室に通じる大きなゲートを持つ。

MGBは、1962年にMGブランドにおける主力車種として発売された2座席2ドア・オープン型のスポーツカーである。前身モデルたる MGAは8年間で10万台以上が生産された人気車であったが、MGBはその後継車種として開発され、エンジンや足回り等の基本設計の一部をMGAから引き継いで設計されたが、ボディがラダーフレーム式からモノコック式に根本的に改められた他、多くの部分で改良が進み、より近代的で高性能な車として開発された。MGBが1962年に発売されると、軽量な車体がもたらす軽快なハンドリング特性や、比較的高い信頼性、単純な機構による維持のしやすさ等から瞬く間に人気を博し、結局1980年までの19年間の長きに渡りシリーズ全体で52万台以上も製造・販売される大ヒット作となった。現在では2ドア・オープン・スポーツカーの代表車種、およびクラシックカー（ビンテージカー）の入門車種として認知されている。
基本構造は、ソフトトップを備えたオープン型のモノコックボディに、1.8Lの直列4気筒エンジンを搭載し、4速マニュアルトランスミッションで後輪を駆動するというもの。モデルライフの途中には、イタリアの代表的カロッツェリアであるピニンファリーナのデザインによる屋根を付けた2ドア・ハッチバック・クーペ型のボディも設定され、「GT」という名称が与えられた（これに対しオープン版は英国では「ツアラー (Tourer)」または「ロードスター (Roadster)」と称される）。また、搭載エンジンは直列4気筒だけでなく、モデルライフ途中には直列6気筒も設定され、これには「MGC」という別の車種名が与えられた。 また、V型8気筒が「GT」ボディにのみ設定され、これは「MGB GT V8」と称された。

## ラインナップ

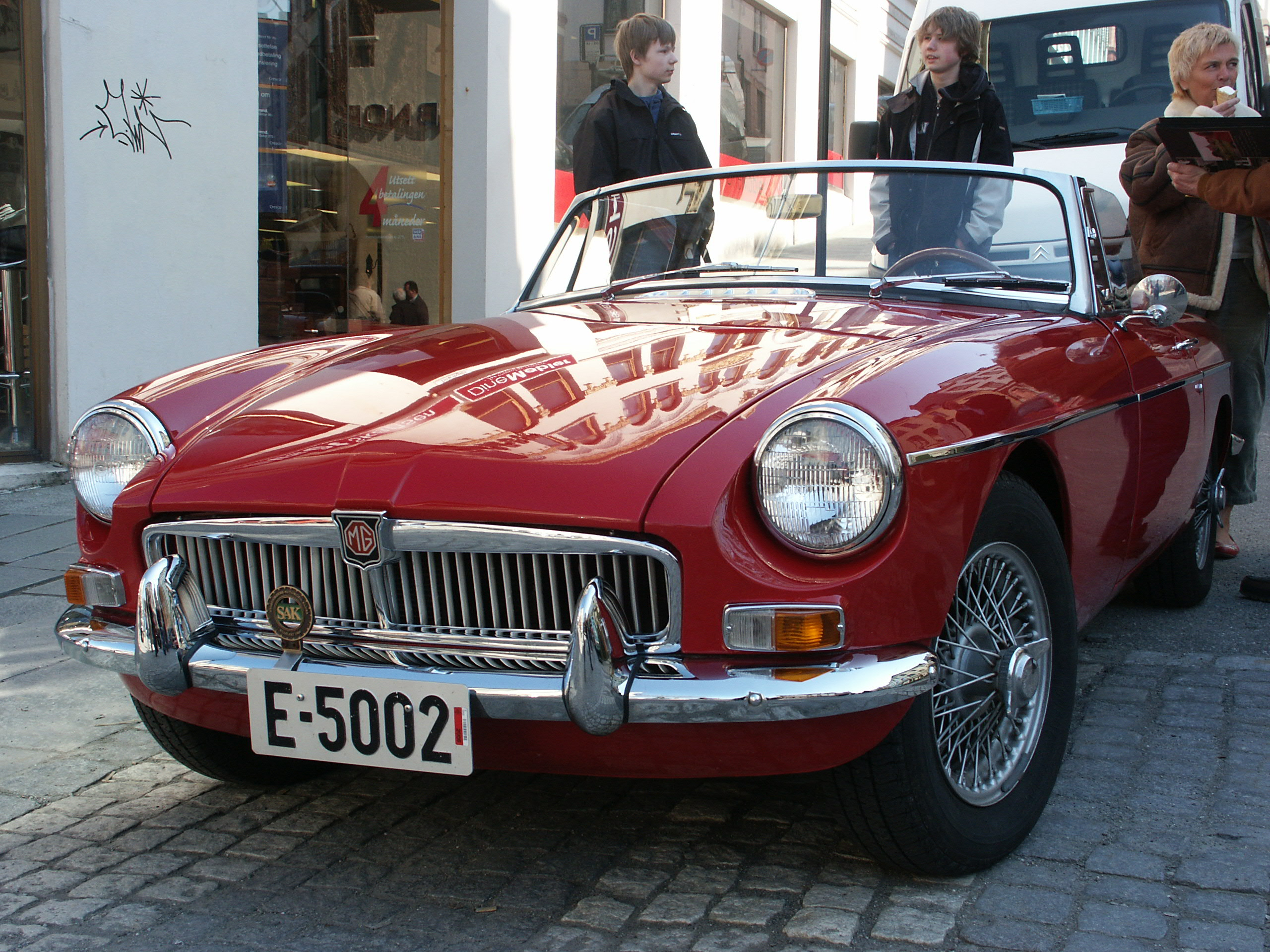
MGB（年式不詳）
MarkI、IIが持つ縦格子メッキグリルの拡大写真。MarkIII以降の車との外観上の識別点の一つ。

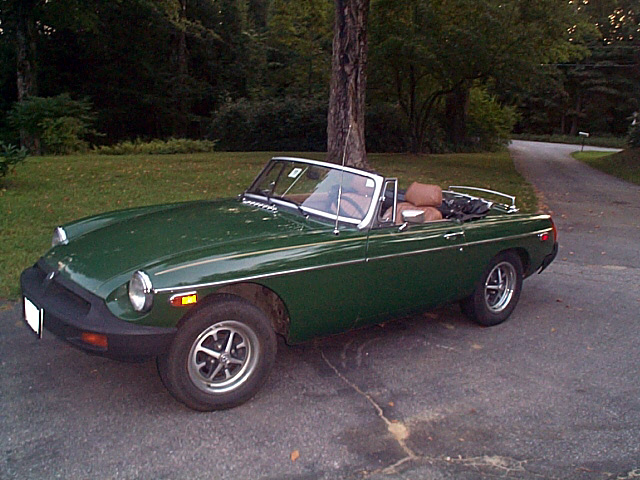
MGB（1978年式）
1974年後期以降に装着された前後のラバーバンパーは、それまでのMGBとは異なった印象となる。

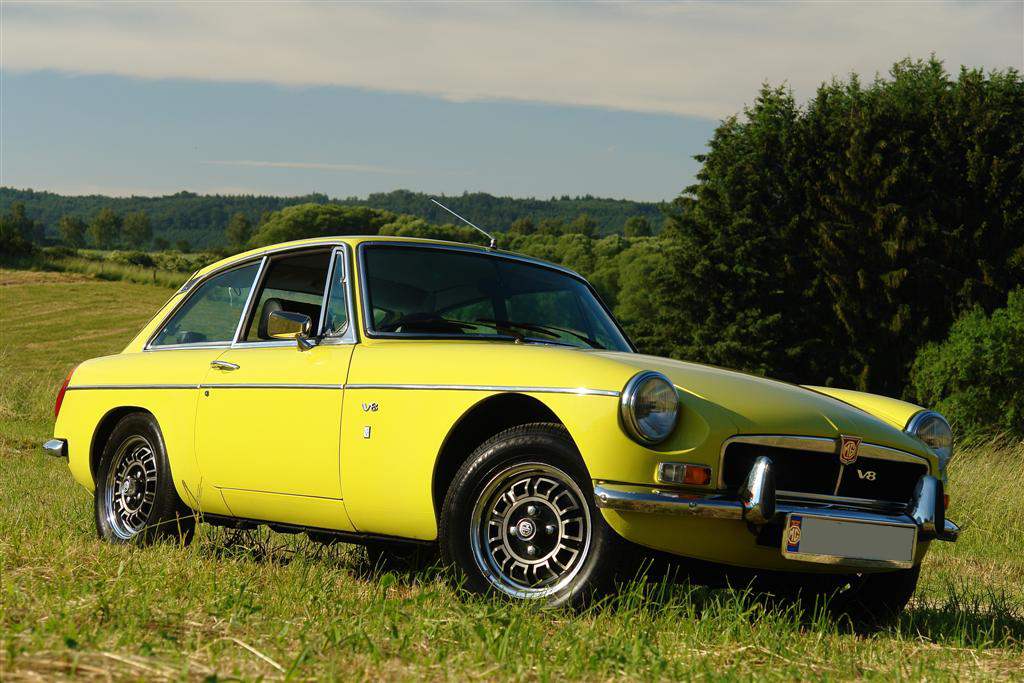
MGB GT V8（1973年式）
V8エンジンはGTボディにのみ搭載され、「MGB GT V8」として1973年に登場した。

前述の通り、オープン型ボディに1.8L直列4気筒エンジンを搭載した物が基本モデルであるが、それ以外にモデルライフ途中にはボディ違い・エンジン違いで複数のバージョンが追加された。
整理すると、ボディーバリエーションは以下の2種類。
- ツアラー（ロードスター）- 2座席のオープンモデルで、MGBの基本モデル。単に「MGB」と呼べばこのボディ形式を指すことが多い。
- GT - ツアラーを基に屋根を取付けたハッチバッククーペ。1965年に登場。

エンジンバリエーションは以下の3種類。
- 直列4気筒搭載モデル - MGBの基本モデル。MGBの殆どがこのエンジンを搭載している。
- 直列6気筒搭載モデル - 「MGC」というモデル名が与えられた。1967年に登場。現代では稀少車の部類に入る。
- V型8気筒搭載モデル - 「MGB GT V8」としてGTボディのみに搭載された。1973年に登場。現代では稀少車の部類に入る。

通常の欧米メーカーの車と同様、イヤーモデル制として毎年改良が行われ、細かな仕様変更が積み重ねられていった（実際には年の中期でも不定期に順次改良が行われた）。比較的大規模に渡る仕様変更を纏めて実施するタイミング（いわゆるマイナーチェンジ）では、識別のために呼称としてマークナンバーが付与されていった。具体的には1967年には「Mark II（マークツー）」に、1969年には「Mark III（マークスリー）」に発展した。さらに1974年になると、アメリカ合衆国の衝突安全関連の法令を満たすため、前後に衝撃吸収機能を有し、内部に鋳鉄製のフレームが入っているポリウレタン樹脂製バンパーを装着する等、外観を中心として大幅な仕様変更が施された（通称「ラバーバンパーモデル」、または「ウレタンバンパーモデル」）。
なおこのMarkナンバーによる区分は英国本国においてはメーカー自身は公には使用しておらず、現在は通説としていくつかの区分法が存在している。本項目においては形式が変更されていった時点をマークナンバーの区分と捉え、形式のGHN3、GHN4、GHN5をそれぞれMarkI、Mark II、Mark Ⅲと捉えている。なお、Mark III以降の呼び名にマークナンバーを用いない資料や、逆にラバーバンパーモデルまでマークナンバーを充ててMark IV（マークフォー）とする資料もある。
また、メーカーよりGTモデルが発売される前に、ベルギーのコーチビルダーの手によりクーペボディへ改造した「MGB COUNE BERLINETTE」も登場したが、現存する車両は極めて少ない。また4気筒エンジンのMGBに、MGB GT V8用のV8エンジンを搭載する改造も（ツアラー/GTとも）積極的に行われており、現在でもイギリスの愛好家クラブである「MGOC」(MG Owners'Club)などでは改造に必要なボディパネルや部品類を販売している。この車両は日本にも極めて少数ながら輸入されている。さらに、MGB GT V8用のエンジン以外にも、フォード製やビュイック製等のV8エンジンに換装する改造も欧米の一部では盛んに行われている。また、1992年10月にはローバー社からオープン2シーターの「MG RV8」が発表されたが、モノコックボディとボディパネルの大部分は、このMGBのものを流用して作られており、またエンジンについてもMGB GT V8に搭載された物をベースとしていた。（詳細は「MG RV8｣を参照）

## 機構
前述の通り、主力モデルである「MGB」は、1.8L直列4気筒OHVの「BMC Bタイプ」エンジン（およそ90-95馬力）をフロントに搭載し、4速のマニュアルトランスミッションを介し、リジッドアクスルの後輪を駆動する設計とされた。これを軸に、クーペ型ボディを持つ「GT」、さらにエンジン違いの「MGC」（3Lの直列6気筒）、「MGB GT V8」（3.5LのV型8気筒）という構成となっている。

### ボディ
前身モデルであるMGAの構造を基に開発が始まったが、ボディ全体は独自設計のスチール製モノコックに改められ、ラダーフレームを持つMGAとは根本的に異なる構造となった。このモノコックボディに、親会社BMCが保有する他ブランド用の既存部品を組み合わせ、開発・生産コストを抑える設計とされた。結果的にMGAと比べると剛性が著しく向上したお陰で運動性能が向上し、また同時に室内空間が前後左右上下とも拡大し（特に足元の拡大が顕著）快適性も向上した。外観は、現代の目から見ればクラシックカーの趣を持つデザインであるが、発表当時その流れるようなボディラインは、斬新で前衛的な車として受け止められていた。初期モデルではアルミ製のボンネットを採用し車体の軽量化に寄与していたが、後にコストの関係からスチール製に改められた。なお、現代車のモノコックボディの多くはサスペンションがボディに直付けにされているが、MGBではフロントサスペンション取り付け用のクロスメンバー（サブフレーム）が設置されており、これにはステアリングラック等も取り付けられている。
オープンモデルの幌は発売当初、取外しができる組立式の「Pack Away」と呼ばれる物が標準装着品で、オプションで車体に固定される形式が用意されたが、のちにその固定式が標準装着品となった。取り外し式と固定式とでは、幌と幌骨のセットであれば互換性があり、最終モデルにも組立式幌の装備が可能である。また、純正オプションとして、FRPとアクリルガラスでできた脱着式屋根（ハードトップ）も用意された。これは固定式幌であれば畳んだまま装着が可能である。
GTモデルのデザインは、ウィンドーの下端位置から下側はツアラーモデルとほとんど同一である。ただしリヤゲートを開けると前方は客室と通じており、その関係でツアラーにある客室と荷室の仕切り板に相当する部分が取り払われている。またGTモデルは室内の上下方向の空間を稼ぐためにツアラーよりも天井が高くなっており、フロント及びサイドのウィンドー面積も上下方向に拡大して専用部品となっている。

### エンジン

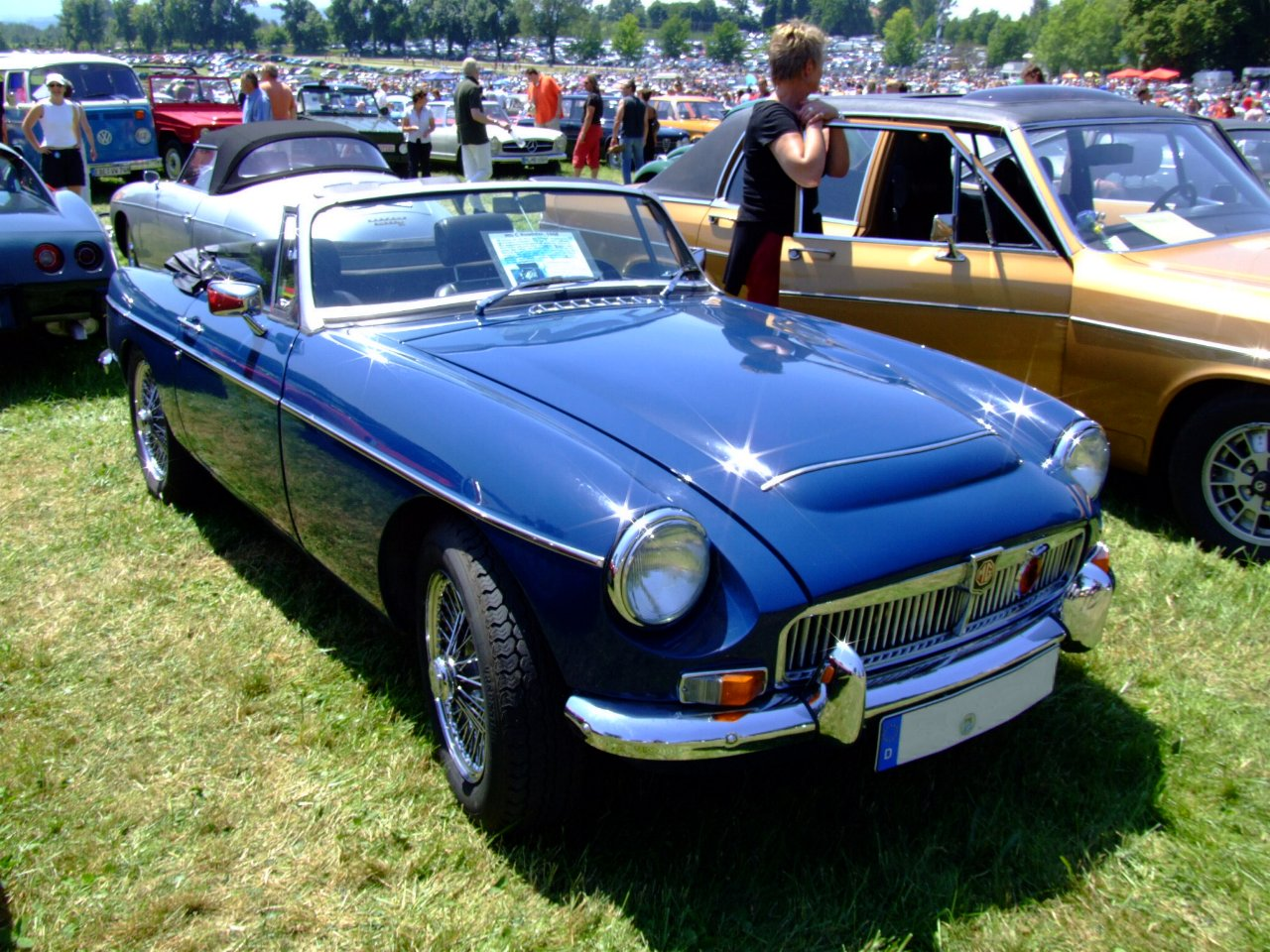
MGC（1968年式）
直列6気筒エンジンや大型ラジエーターを収めるためボンネットに盛り上がりが設けられた。

1.8Lの直列4気筒が基本となるが、前述の通りMGCには3Lの直列6気筒、MGB GT V8には3.5LのV型8気筒が搭載された。それぞれの詳細は以下の通り。
直列4気筒OHV
MGBシリーズの基本エンジン。呼称は「BMC Bタイプ」。排気量1,789 cc、欧州仕様最高出力95仏馬力 @ 5,000 rpm、欧州仕様最大トルク14.7 kgf·m @ 3,500 rpm。MGAに搭載されていたエンジンの排気量を拡大したもので、MGB搭載にあたり幾つかの改良が施されている。MGB生産終了まで基本構造に大きな変更はなかったが、モデルライフ初期の1964年10月にクランクシャフトのメインベアリング数が3つから5つに増やされ、耐久性が若干上がっている。その他幾度か細かい仕様変更があったが、その内容は組み合わされるキャブレターの変更や、それに伴う圧縮比の変更、吸排気系の調整変更、未燃焼ガスの燃焼促進機構（エアポンプ）付加等、何れも比較的小規模なものに留まった。これら仕様変更により出力は年代によって僅かに異なっており、初期モデルは95馬力程度、排気ガス規制装置等が付加されていった後期モデルは90馬力程度、規制が厳しい北米・日本仕様は更に出力が絞られ80馬力から65馬力程度であった。但し英国最終モデルでは再び95馬力程度に戻された。現在残存している各車は、年代的にエンジンがオーバーホールを受けたり換装されている個体が多く、その際にチューンナップされるなどで、出力が製造当時より向上していることが多いと考えられる。特に後期型18V型エンジンは出力向上させやすいとされる。元々「BMC Bタイプ」エンジンは、1947年にオースチン社で「A40デヴォン用に開発された1.2Lが原型で、1951年の後継モデル・A40サマーセットにも継承され、1952-53年に排気量拡大を可能とするブロック全体の再設計を受けたものである。高い生産性と信頼性を備えていたことからBMC成立後の中型標準エンジンとなり、排気量が順次拡大されつつ、MGマグネット、オースチンA50、MGA、ナッシュメトロポリタン、TVR・グランチュラ等多くの車種に活用され、MGB搭載にあたって排気量はついに1.8Lにまで拡大された。現在、このエンジンはMGB自体の存続に合わせ数多く現存しており、ほぼ全ての交換パーツやチューニングパーツも豊富に用意され、エンジン全体のリビルド品も流通している。中には各部の改良を前提に、排気量を2L以上まで拡大したチューニングエンジンも登場している。現存するエンジンの大半は、オーバーホールの課程で少なからず何かしらの改造・改良が施されていると推測される。
直列6気筒OHV

MGCに搭載されたエンジン。呼称は「BMC Cタイプ」。排気量2,912 cc、欧州仕様最高出力147仏馬力 @ 5,250 rpm、欧州仕様最大トルク23.5 kgf·m @ 3,500 rpm。グループ内のオースチン・ヒーレー「3000」と同形式。「BMC Bタイプ」の4気筒と比べて出力は向上したものの、エンジン自体の重量は約95kgも重くなり、その重量増加分の殆どが前輪に集中してバランスが悪化。強いアンダーステア傾向が出るようになり、MGB本来の美点であった軽快なハンドリング性能はスポイルされてしまった。元々スペースに余裕のあるMGBのエンジンベイではあるが、エンジン自体の体積が大きくなったことから、エンジンベイは若干の構造変更を受けている。また大きくなったラジエーター等を避けるためボンネットにバルジ状の膨らみが設けられ、更に2基のSU社製キャブレターを避けるためティアドロップ型の盛り上がりも設けられている。サスペンション形式も変更を受けた。このエンジンを搭載したMGCは現代では稀少車の部類に入る。
V型8気筒OHV
MGB GT V8に搭載されたエンジン。排気量3,528 cc、最高出力137仏馬力 @ 5,000 rpm、最大トルク26.6 kgf·m @ 2,900 rpm、欧州仕様。「BMC Bタイプ」の4気筒と比べて排気量は倍近くまで増やされたが、オールアルミ合金製の構造により、エンジン重量は「BMC Bタイプ」の4気筒と比べて、むしろ40ポンド（約18kg）も軽く仕上がった。その結果、MGBの美点である軽快なハンドリング性能を損うことなくパワー増大が可能となり、MGCでの汚名を返上できた。このエンジンは元々GMにより設計され、1961年にビュイック・スペシャルに搭載されて市販されたもので、軽量・コンパクトという美点を備えていたが、アメリカ市場ではアルミ合金製ゆえのメンテナンス問題を抱えて短期間で製造中止された。後にローバーに設計・ツールが譲渡され、ローバー・V8エンジン」として、ローバー・P5・P6やレンジローバー、モーガン・プラス8等に搭載されたエンジン。MGB GT V8に搭載された後は、3.9L版も用意される等して、永きに渡り様々な車種に搭載されていった銘機である。このエンジンを搭載したMGB GT V8は、MGCと並んで現代では稀少車の部類に入る。

### トランスミッション
フロア式4速マニュアルが標準で、2～4速はシンクロメッシュ機構が装備されている。1967年10月以降のモデルは1速もシンクロメッシュ機構を装備した。リバース（後退）ギアにはシンクロ機構は備えない。後にこの機械的な4速ミッションに、油圧作動式の外部オーバードライブがオプション設定、1975年から本国仕様には標準装備化され、ミッション本体とプロペラシャフトの間に装着された。
オーバードライブとは、エンジン回転数よりもプロペラシャフトの回転数の方が早まることであり、結果として高速走行でも低いエンジン回転数で走行する事が可能となる快適装備である。3速または4速で走行時にスイッチを入れて使用することで実質6速の役割を果たす。1977年2月以降の北米仕様は4速にのみ作動し実質5速の役割を果たすように変更された。このオーバードライブ装置の作動原理は、まず室内にあるスイッチ（前期モデルではインパネ端の上下トグル・スイッチ、後期モデルではごく短期間のみワイパー・レバー組込みの前後作動スイッチで、その後シフトノブ頭頂部前後スライド・スイッチ）を入れることでソレノイド・バルブを作動させ、トランスミッションに内蔵されたプランジャー・ポンプで発生されている油圧を作動ピストンに与える。そしてその油圧により、環状ギアとともに回転していた円錐クラッチが外れ、オーバードライブ本体に取り付けられたブレーキリングを押し付ける。するとインプットシャフトに結合している遊星ギアが環状ギアを回転させ、環状ギアに結合しているアウトプットシャフトがインプットシャフトよりも速い速度で回転する、というもので、一般的なオートマチックトランスミッションと同様、クラッチペダルを踏まなくても変速が可能である（但し機構を労わる観点からはクラッチペダルを踏んでの変速が望ましい）。MGBの欠点の一つとして、このオーバードライブ機構の故障が上げられる。
一方、1967年後半にはトルクコンバータ式3速オートマチックトランスミッションもラインナップに加わったが、1973年8月までに最終的にMGB1,700台余り／MGC1300台余りの合計3,000台程度が出荷されたにすぎなかった（MGB GT V8には設定なし）。日本では数台の存在が確認されている。

### サスペンション
フロントは、左右独立懸架の上下不等長ダブルウイッシュボーン･コイルスプリング式であり、サスペンション全体が車体から取り外し可能なサブフレームに取り付けられている。スプリングは下側がロアアームに挟まれたプレートに、上側がサブフレームの窪みにそれぞれ収まっている。なお、このサスペンションの特徴として、短い方のアッパーアームがレバー式ショックアブソーバーの作動アームを兼ねている。一方リアは、開発過程ではストラット式の左右独立懸架方式も検討されたが、結局は半楕円リーフ式（板バネ）によるリジッドアクスルとされた。フロント・リヤ共に装着されているダンパーは、アームストロング製の複動式油圧レバーダンパーである。
スタビライザー（アンチ・スウェイ・バー）は当初前輪用がツアラーにはオプションでGTには市場投入当初から標準装備とされていたが、1966年11月よりツアラーも標準装備化され、また衝撃吸収バンパーの装着に伴う車重の増加と車高の増加による旋回性能の低下を補うべく、1976年6月より強度を上げて前後に標準装備化された。
尚、MGCのフロント・サスペンション形式は、エンジン搭載スペースの関係からトーションバー方式が採用されており、15インチのタイヤと相まってMGBより車高が上がっている。フロント・サスペンション形式以外はMGBに準ずる。

### ブレーキ
前輪がソリッドディスクを持つディスク式、後輪が駐車ブレーキを内蔵したドラム式で、1974年後期モデルからは倍力装置が標準装備され、さらに1976年モデルからはマスターシリンダーがそれまでの単一回路式からタンデム式に改められた。なお、MGB GT V8には大出力に耐えるべく厚みを増したフロント・ディスクと若干大面積のブレーキパッドが標準装着されている。

## メーカー（生産会社）の変遷
MGブランドの人気車種として20年近くに渡り生産され続けたモデルであったが、MGブランドを有する親会社たる生産会社自体は、以下のようにいくども変遷している。
- 「BMC（ブリティッシュ・モーター・コーポレーション）」
- 「BMH（ブリティッシュ・モーター・ホールディングス」）
- 「BLMC（ブリティッシュ・レイランド・モーター・コーポレーション）」
- 「British Leyland（ブリティッシュ・レイランド）」
- 「BL Cars LTD.（ビーエル・カーズ）」

なお、生産はイギリスのアビンドン工場にて行われ、北米や西側ヨーロッパ諸国、日本、オーストラリア、ニュージーランドなどに輸出された。ただし一部では現地ノックダウン生産（オーストラリア等）も行われ、およそ1万台が生産された。

## 生産台数
MGBシリーズ全体の生産台数の内訳は以下の通り。単位は台。
| モデル         | Roadster | GT      | 計      |
| -------------- | -------- | ------- | ------- |
| MarkI          | 115,898  | 21,835  | 137,733 |
| MarkII         | 31,767   | 16,943  | 48,710  |
| MarkIII        | 110,643  | 59,459  | 170,102 |
| ラバーバンパー | 128,653  | 27,045  | 155,698 |
| 計             | 386,961  | 125,282 | 512,243 |

|           | Roadster | GT    | 計     |
| --------- | -------- | ----- | ------ |
| MGC       | 4,544    | 4,458 | 9,002  |
| MGB GT V8 | 0        | 2,591 | 2,591  |
| 計        | 4,544    | 7,049 | 11,593 |

## 開発の背景と北米市場
第二次世界大戦後、イギリスに駐留したアメリカ合衆国軍兵士は、小型で軽量なMGを初めとするスポーツカーに魅了されていた。またイギリスの自動車産業は、疲弊した国内向けだけではなく、戦禍に遭わなかったアメリカ合衆国を中心とした北米市場への輸出を増やす必要に迫られた。
MGブランドを傘下に持つ、企業体ナッフィールド・オーガニゼーションは、戦後最初のモデルで多数の輸出実績を残したMG TC（1945年）に続く、TD（1950年）及びTF（1953年）において北米向け左ハンドル仕様の存在を前提とした設計を行った。そして、1952年のナッフィールド・オーガニゼーションとオースティン・モーター・カンパニーが合併し誕生したBMCにおいて、MG部門は1955年、流麗なボディをラダーフレームの上に架装した、MGAを送り出した。オープンモデルとクーペモデル、DOHCエンジン搭載モデル合わせて10万台あまりを生産、ほぼ半数を北米に輸出した。
1950年代後半になるとMGAの後継モデルの開発がスタートし、1962年前半には後継モデルの試作先行生産が行われた。そして同年9月、MGBが正式に発売されたのだが、量産第1号車は、アメリカ合衆国向けの左ハンドルモデルであるように、当初から北米マーケットを重視した設計を行なっており、総計52万台の生産台数のうち三分の二が北米へ輸出された。1960年代中の北米マーケットでは、MGBに限らずイギリス車は好調に販売され続けた。
1970年代以降は北米マーケットでの日本製スポーツカーフェアレディZや、欧州製スポーツカーとの競合に悩まされた。また、北米のマスキー法と呼ばれる排気ガス規制による、燃料供給系統の設計変更でのエンジン出力の低下と、1974年の衝突安全基準の規制による大型の衝撃吸収バンパー（通称ラバーバンパー）の装備などによる重量増加と外観デザインの変更により、スポーツカーとしての魅力を失ったとされる。時代の趨勢は、オープンカーよりも快適なクーペやGTカーを求めると共に、安全面でもオープンカーは不利であった。
1980年1月、当時の生産会社のBL首脳陣は、北米市場での販売の低迷を主たる理由として、1980年10月をもってMGBの生産を中止、MGそのものの歴史の終焉を意味するアビンドン工場の閉鎖をも決定した。数々の反対運動も盛んに行われたが、結局は1980年10月22日をもってMGBの生産は終了、直後にアビンドン工場は閉鎖となった。
MGBの歴史は、北米での各種規制と、オイルショックとの戦いでもあり、また経費削減との戦いでもあった。初期モデルにおけるアルミ軽合金製エンジンフードや、スチール外部パネルの接合面ハンダ処理、インテリアにおけるレザーシート、メッキ部品などは、後期モデルではなくなってしまうが、その代わりに、衝撃吸収型ステアリングコラムの採用を初めとする安全装備の充実などが計られている。

## モータースポーツ
MGは創業のそもそもがレース活動と関わりがあるように、MGBにおいても多くの戦歴を残している。1960年代前半には、改良型ボディでのル・マン24時間耐久レースへの参戦、競技専用モデルの MGC GTSでセブリング12時間などのサーキットレース、ラリー・モンテカルロなどのラリー競技にも親会社BMCのワークス活動の一環として活躍した。これらレースでハンドルを握ったのは、ラリードライバーとして世界的に有名なパディ・ホップカーク（Paddy Hopkirk ）である。
プロレースの他に、プライベートチームでのトライアル競技への参加や、イギリスのMGオウナー団体であるMGCC及びMGOCでの模擬レースへの参戦は、現代でも盛んに行われている。

## 画像

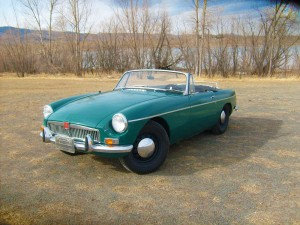
MGB（1967年式・北米モデル）
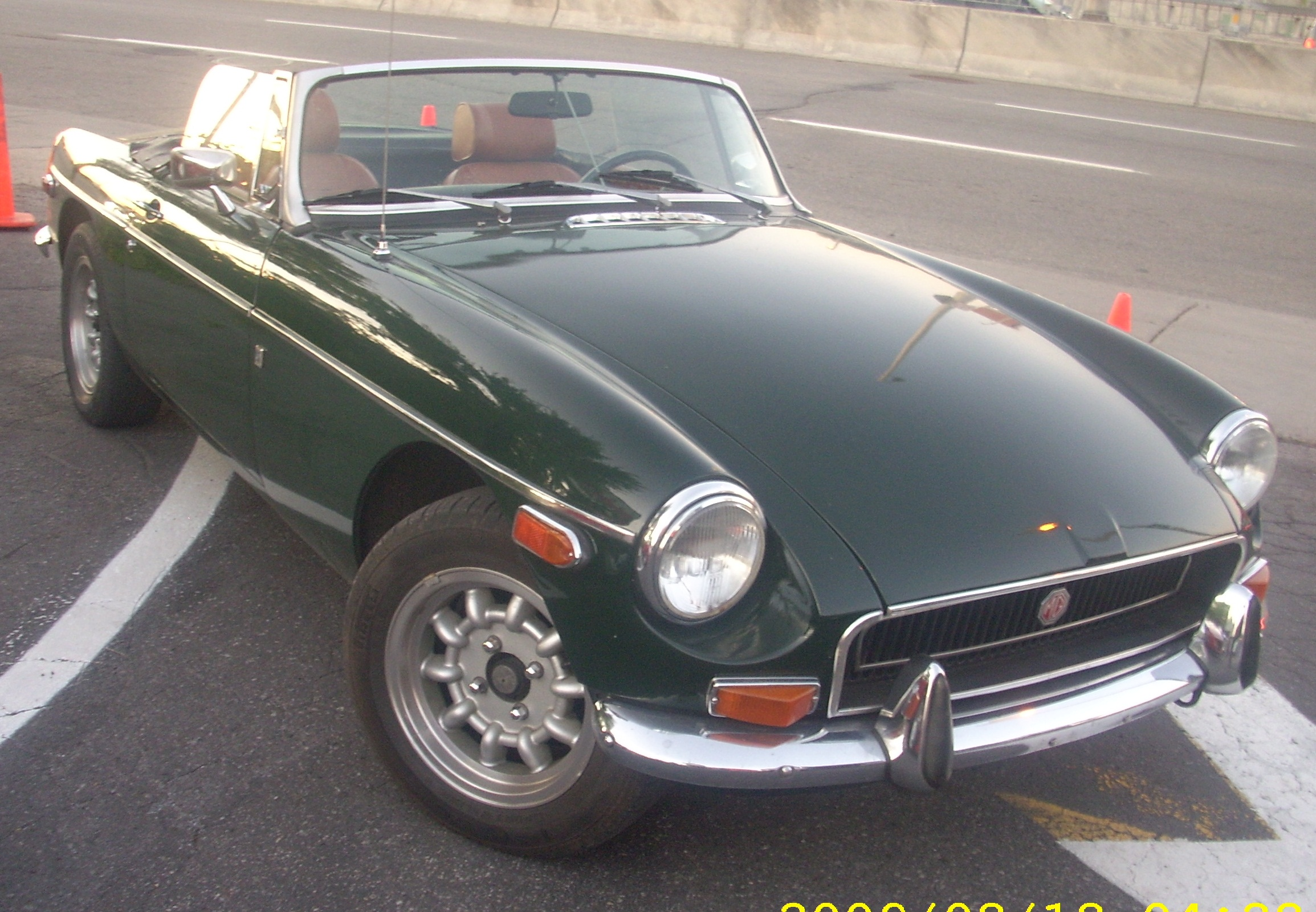
MGB（1971年式・北米モデル）
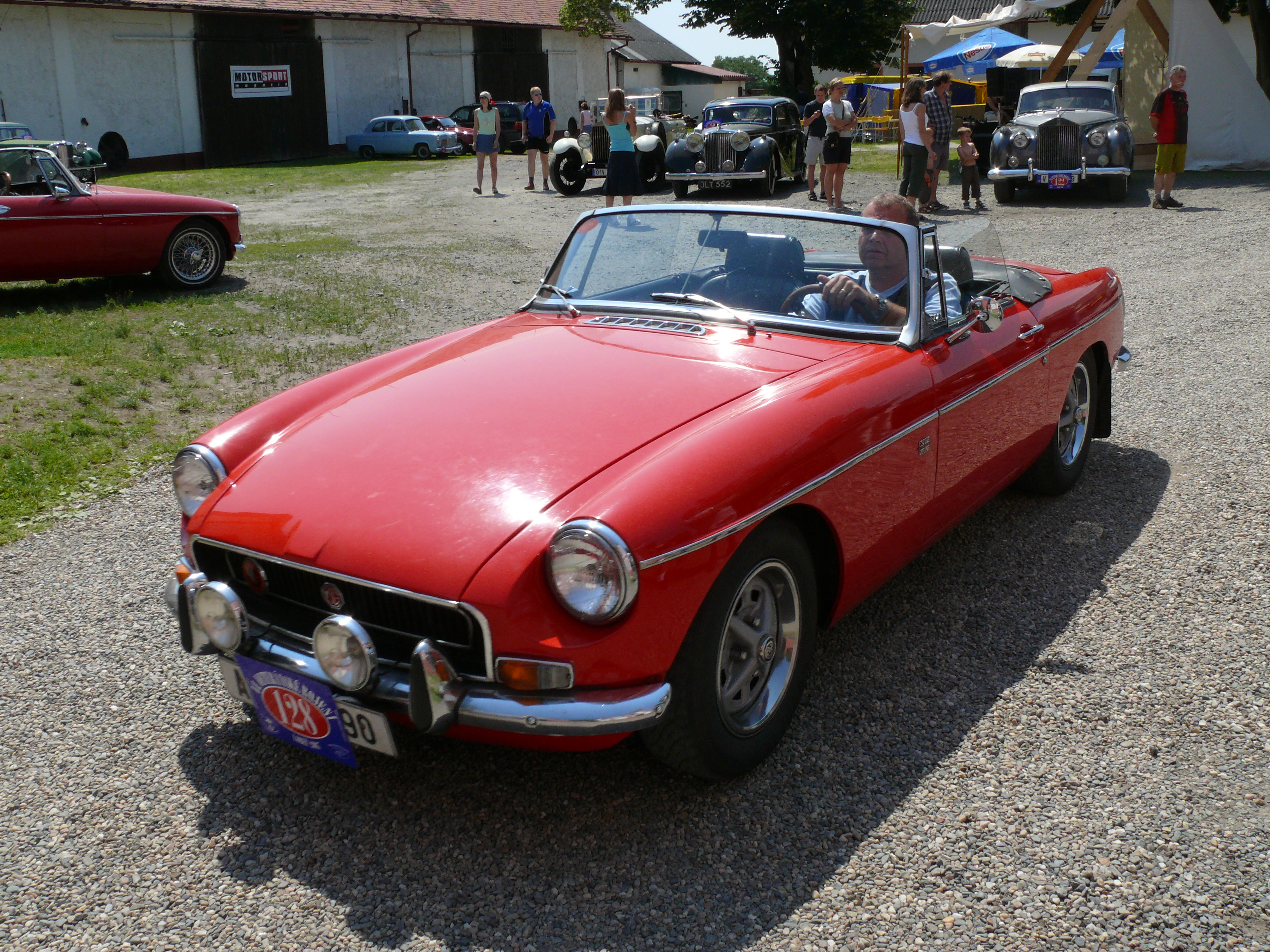
MGB（年式不詳）
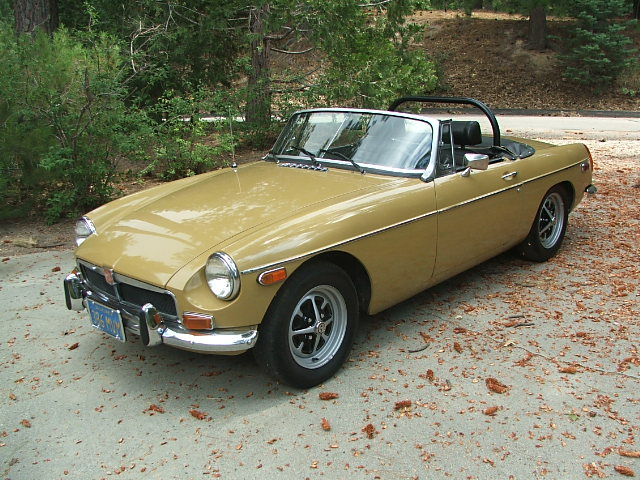
MGB（1973-74年式・北米モデル）
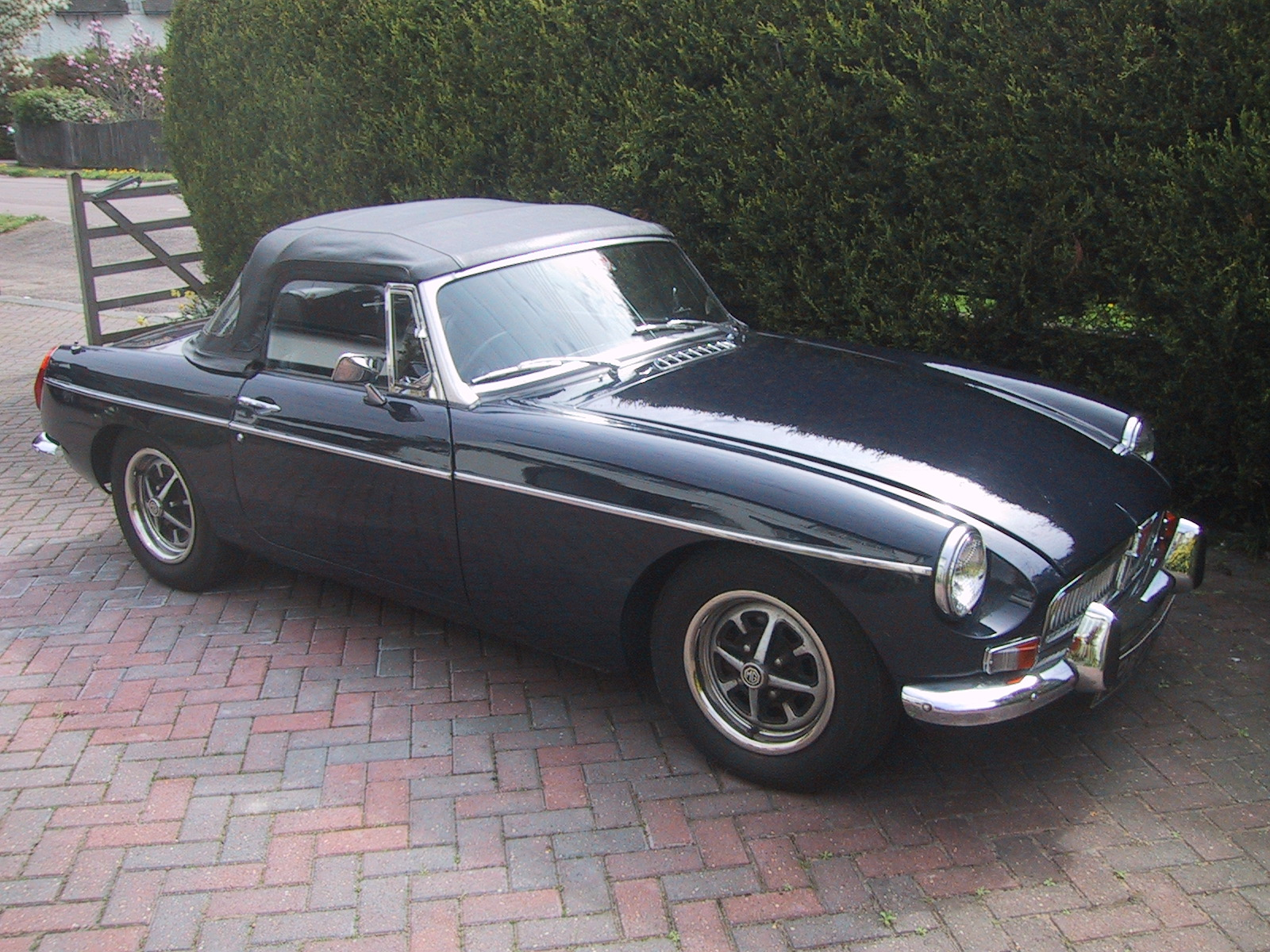
MGB（1973年式・英国モデル）
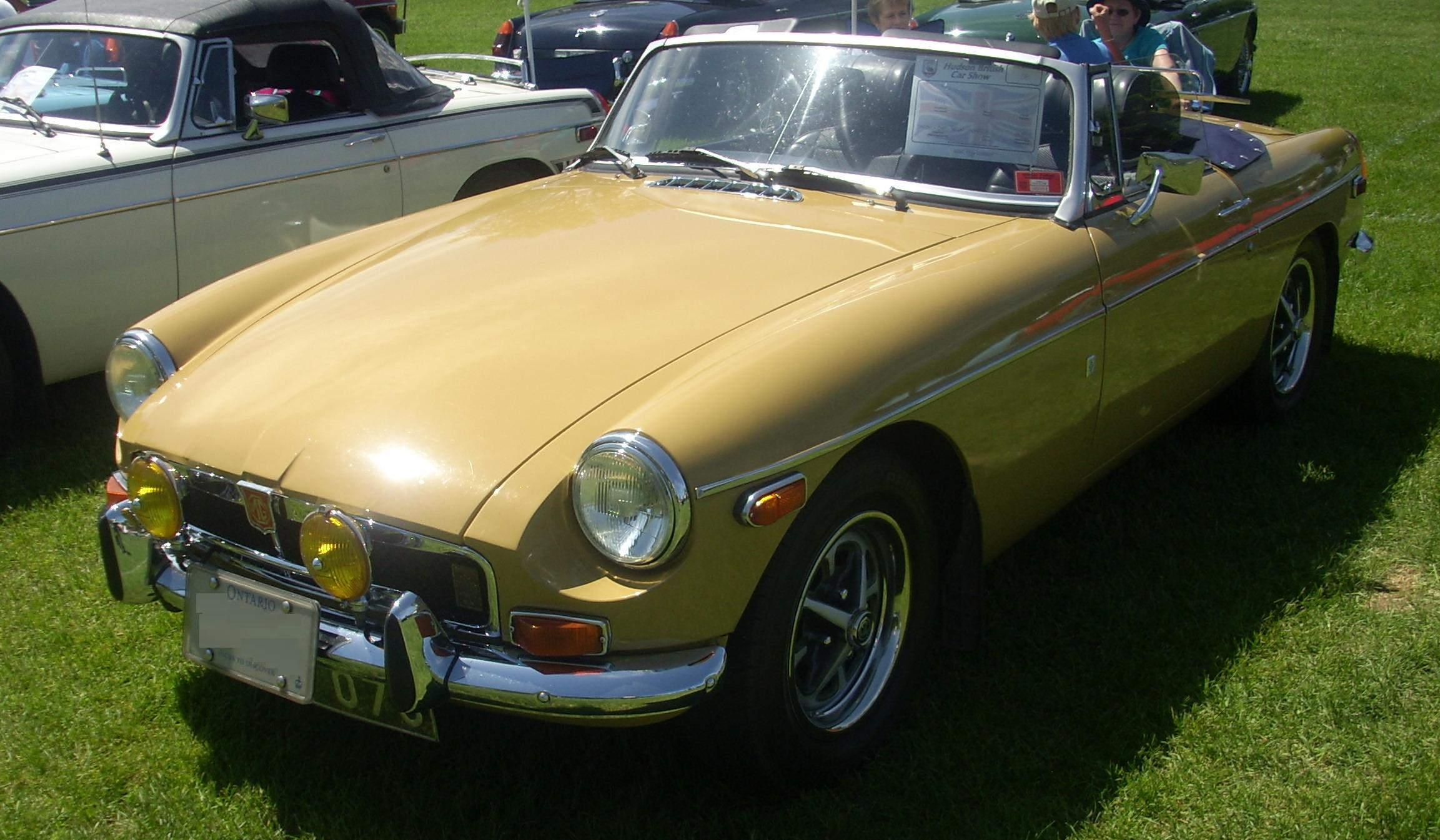
MGB（1973年式・北米モデル）
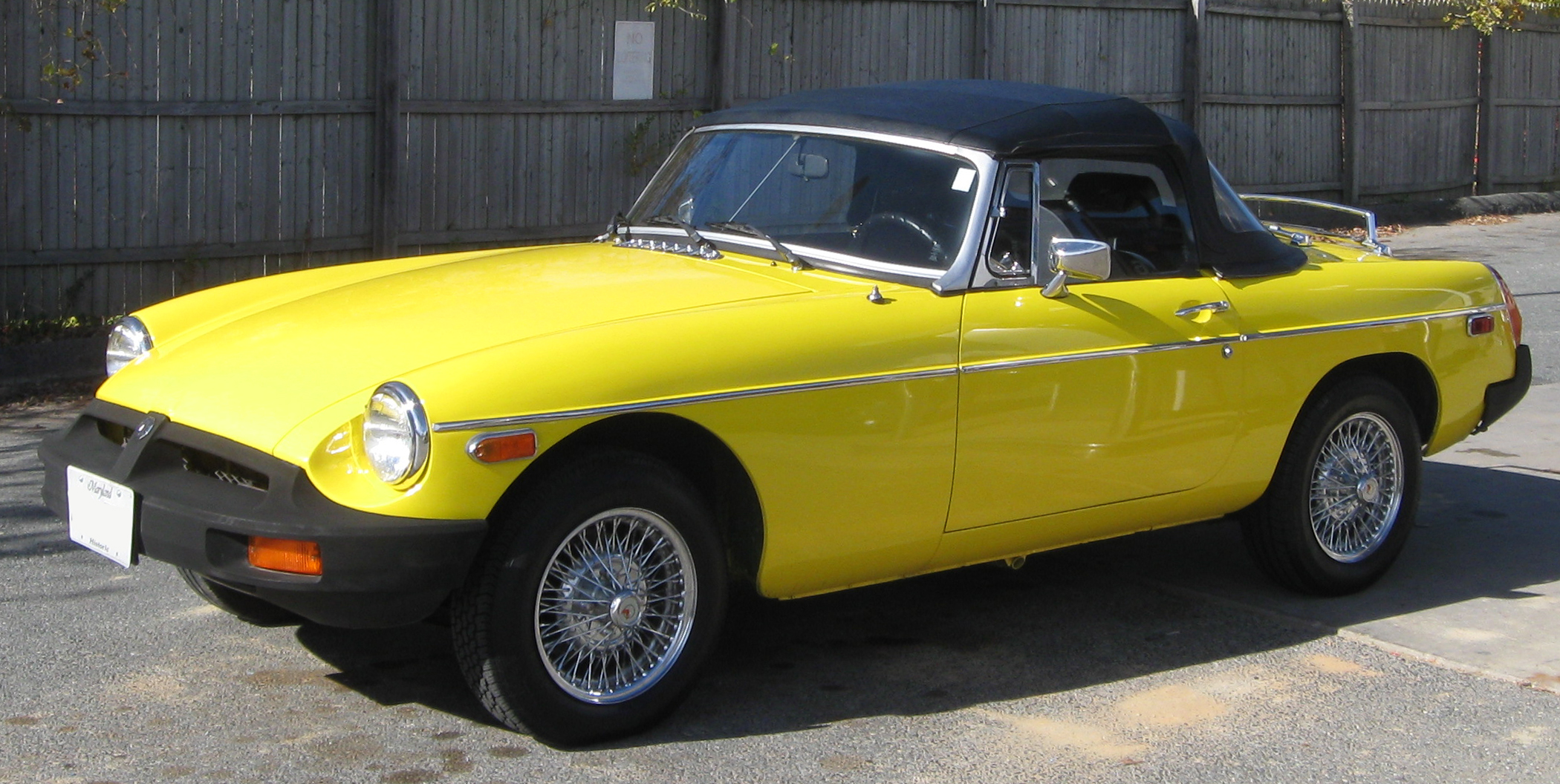
MGB（1974年式以降モデル）
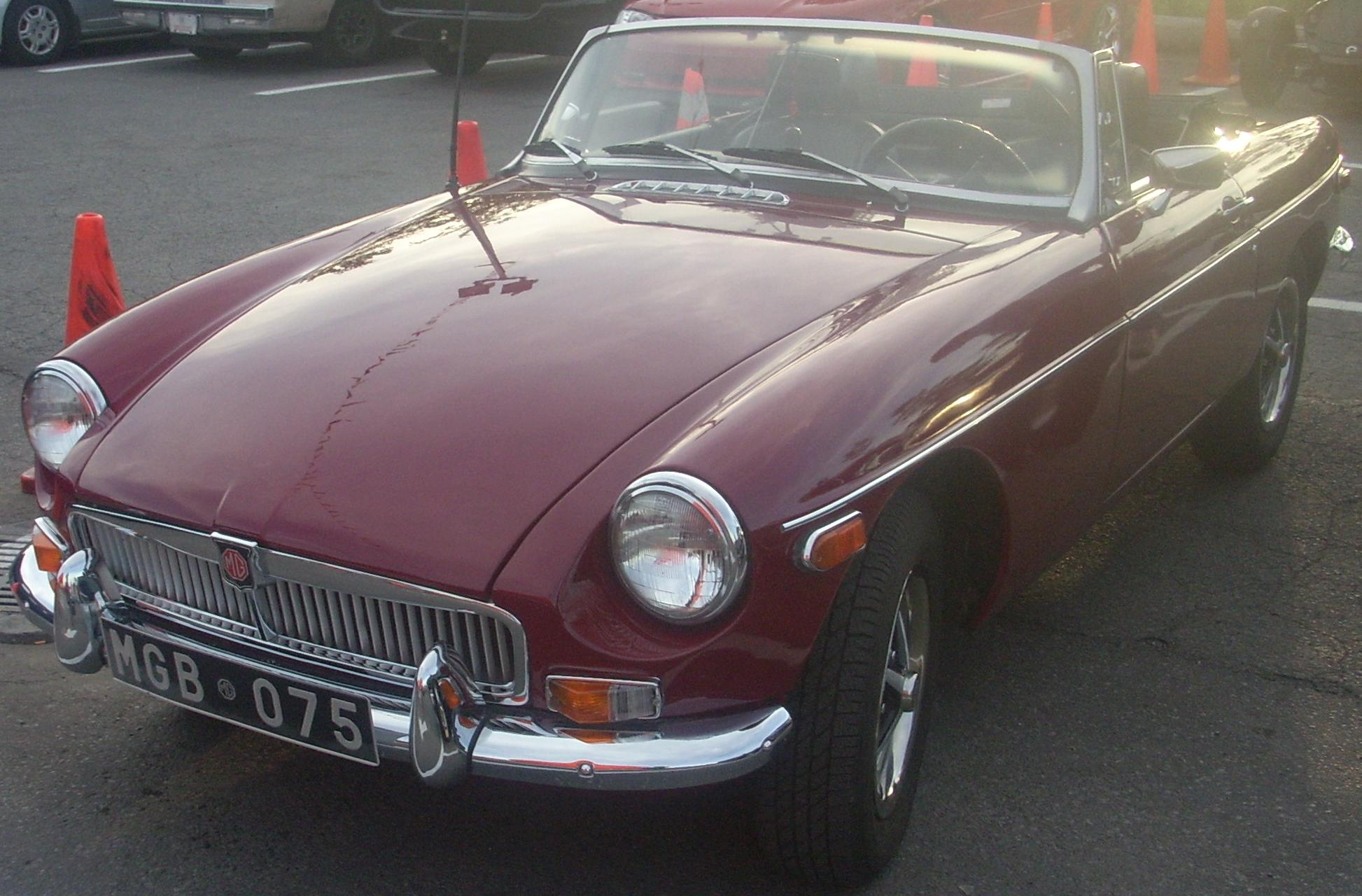
MGB（1975年式・北米モデル）
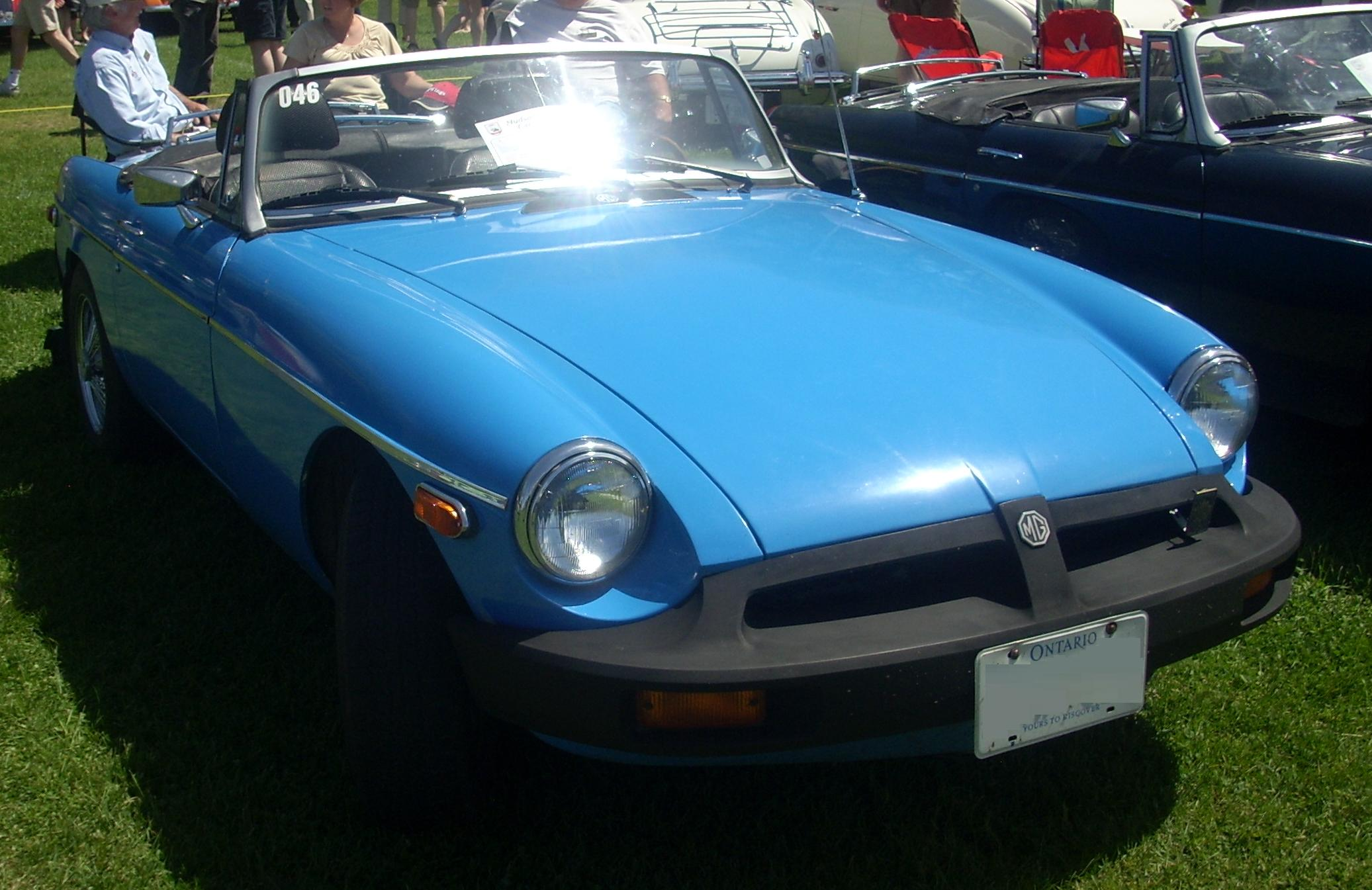
MGB（1977年式・北米モデル）
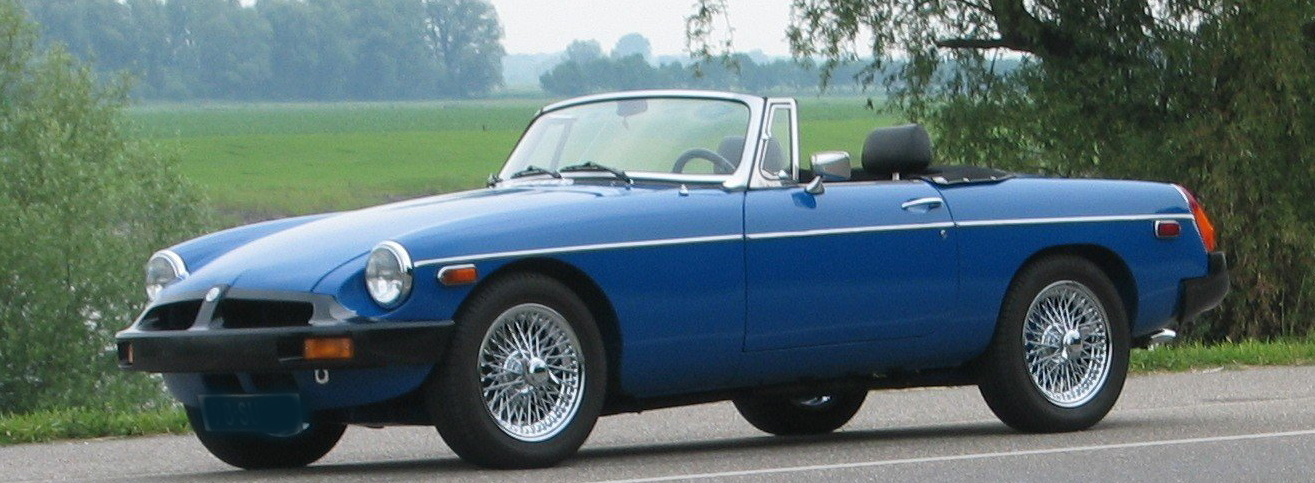
MGB（1977年式）
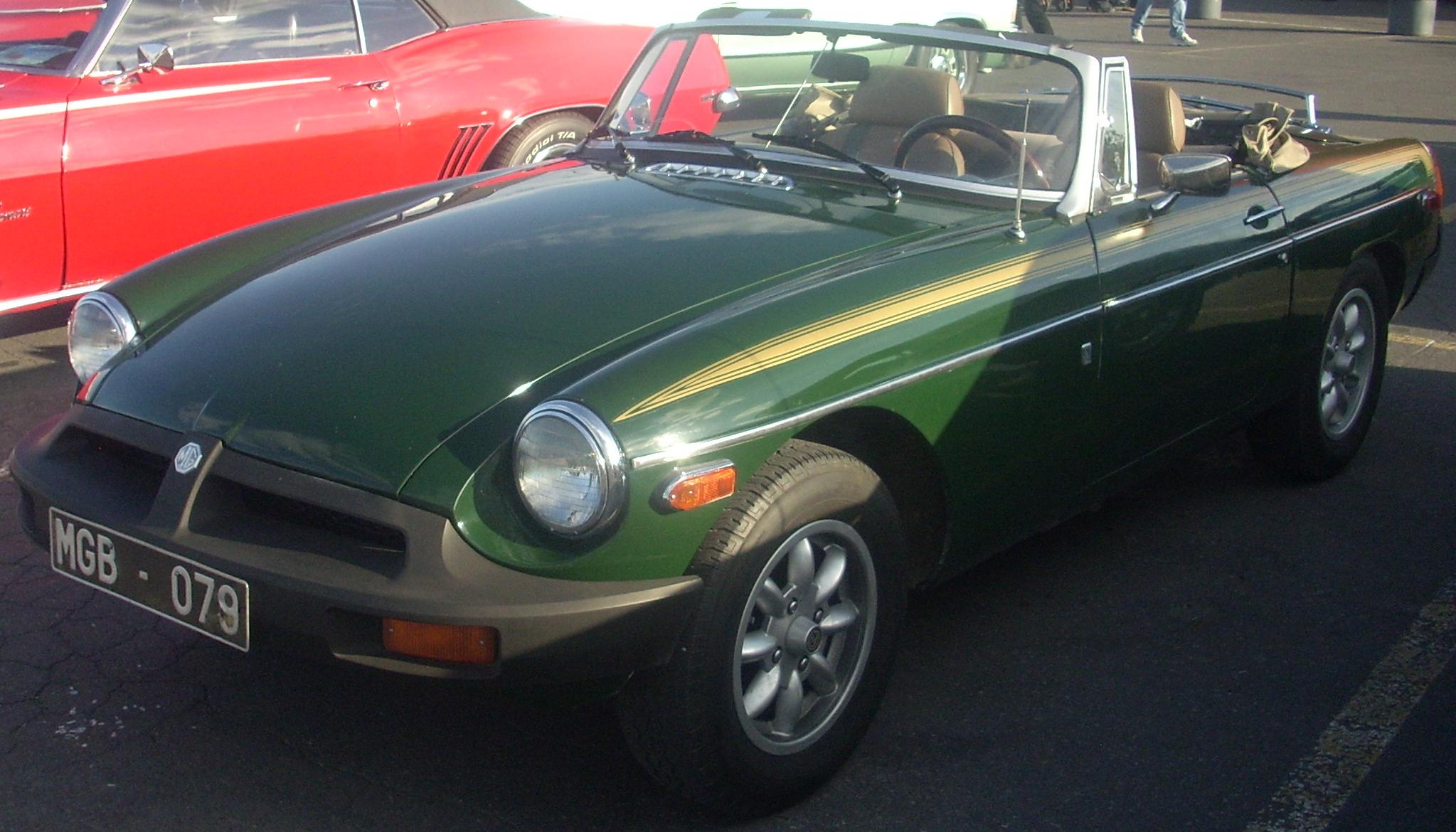
MGB（1979年式・北米モデル）
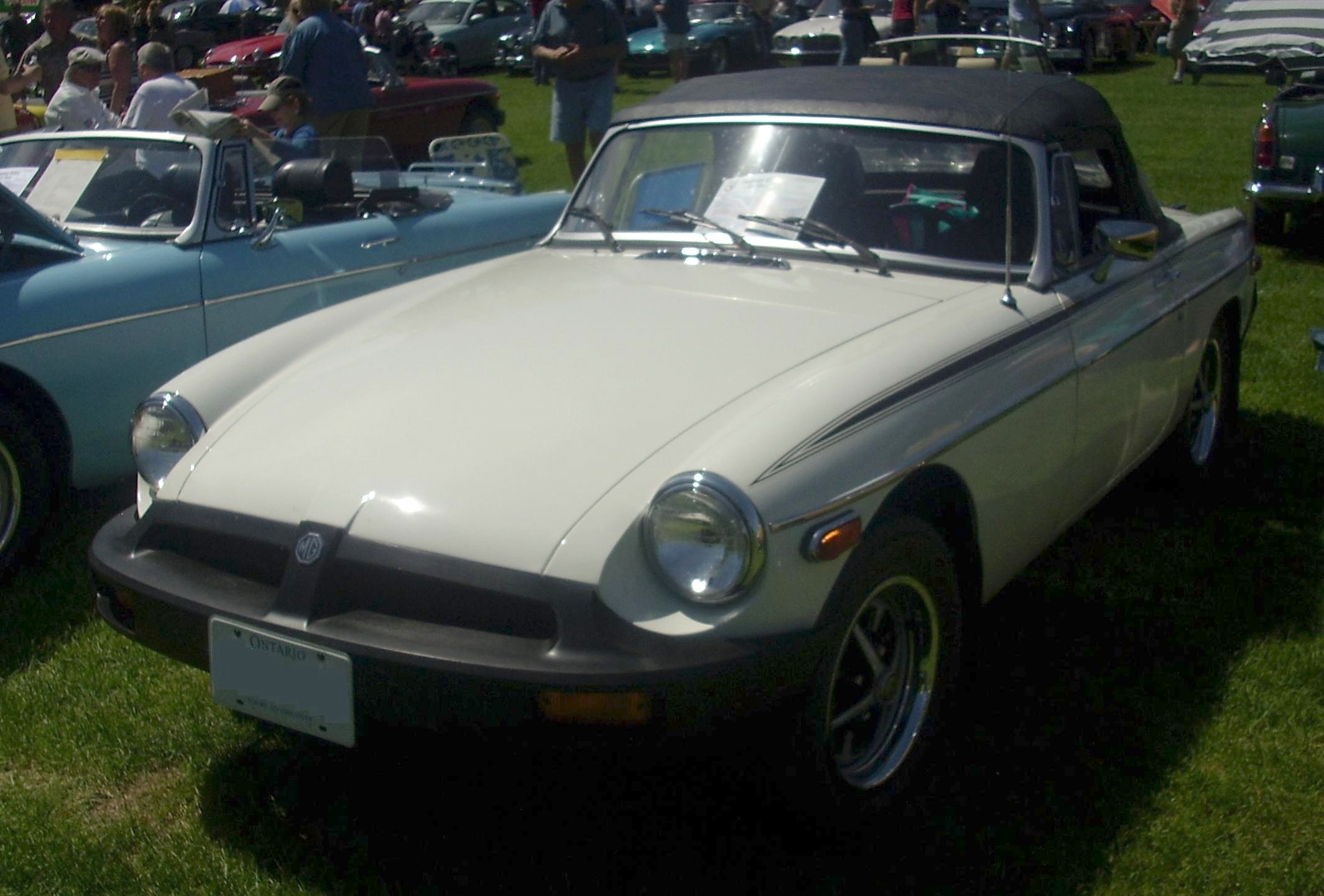
MGB（1979年式・北米モデル）
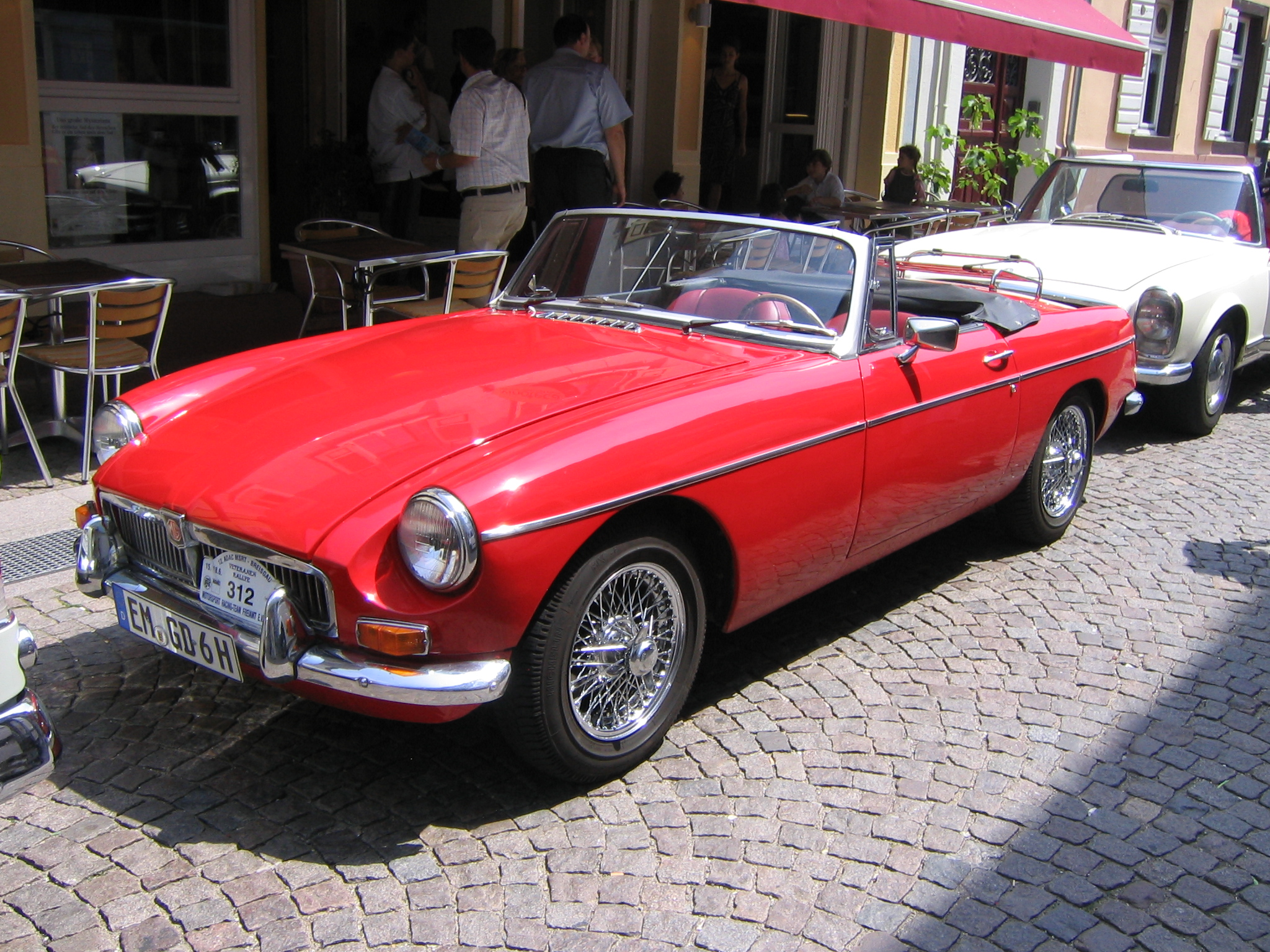
MGB（年式不詳）
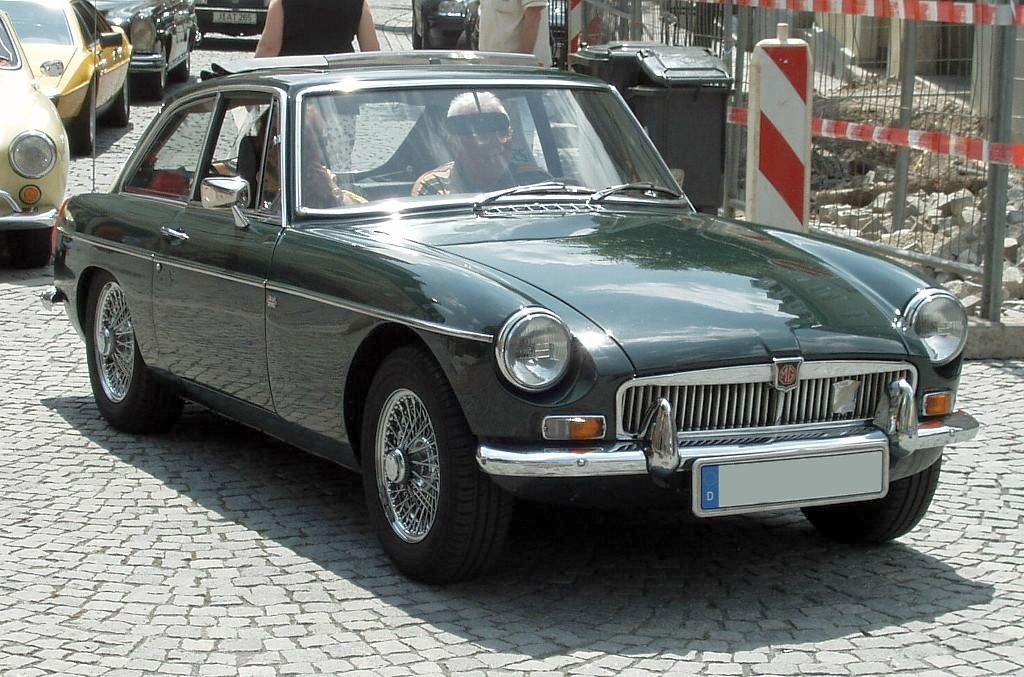
MGB GT（年式不詳）
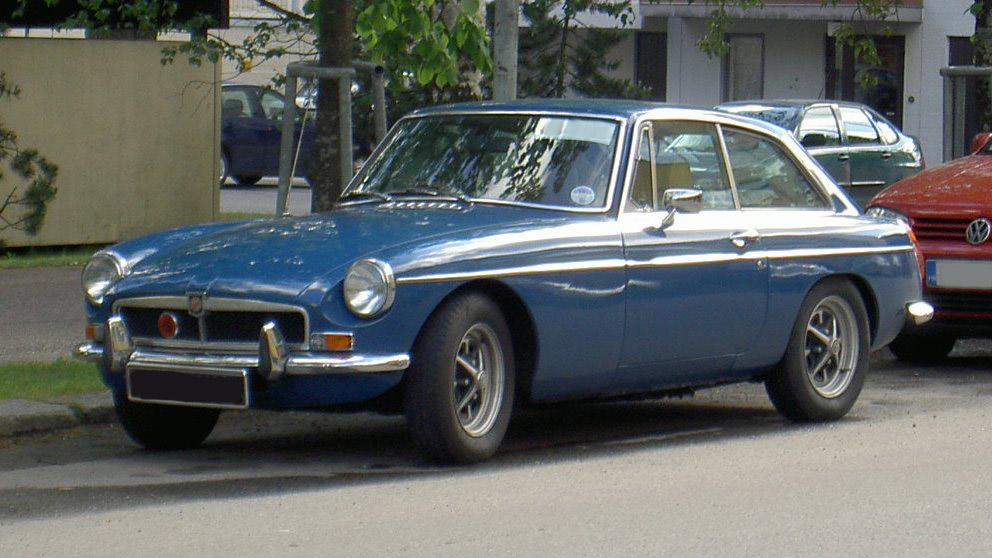
MGB GT（年式不詳）
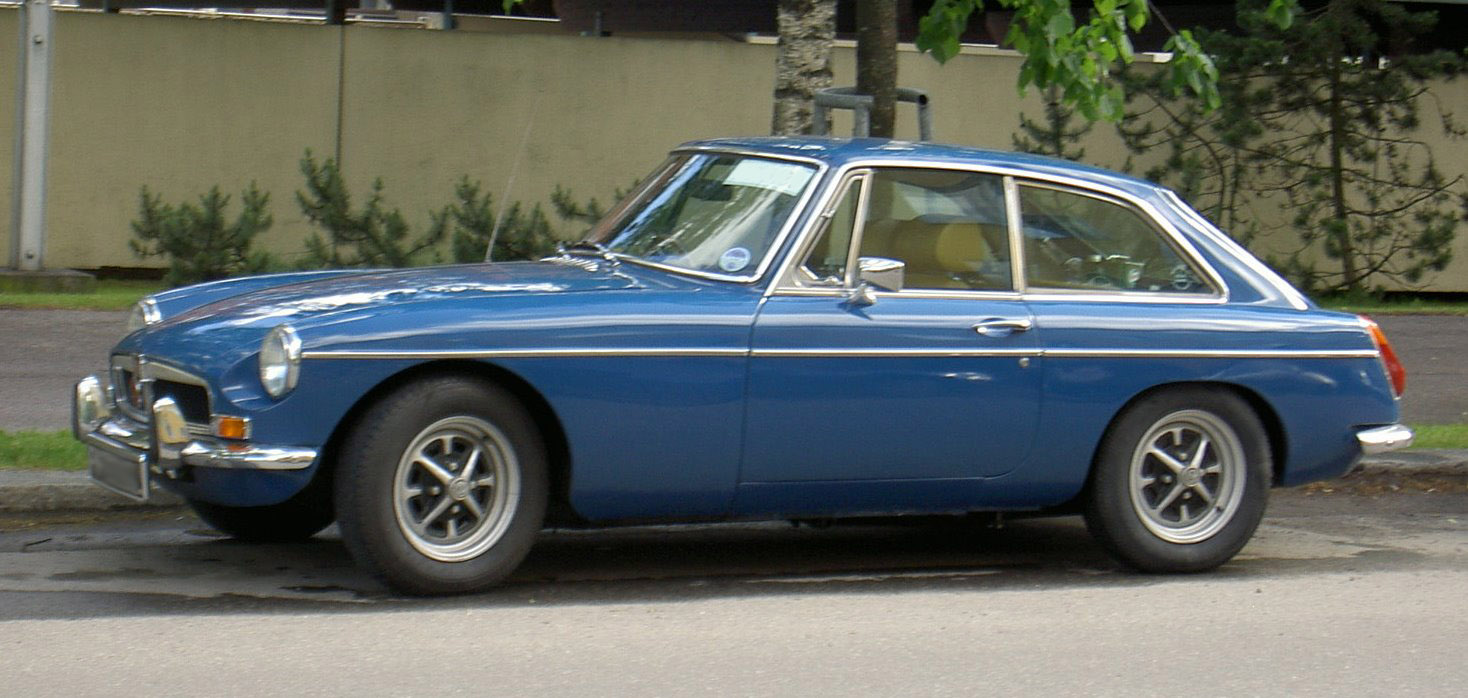
MGB GT（年式不詳）
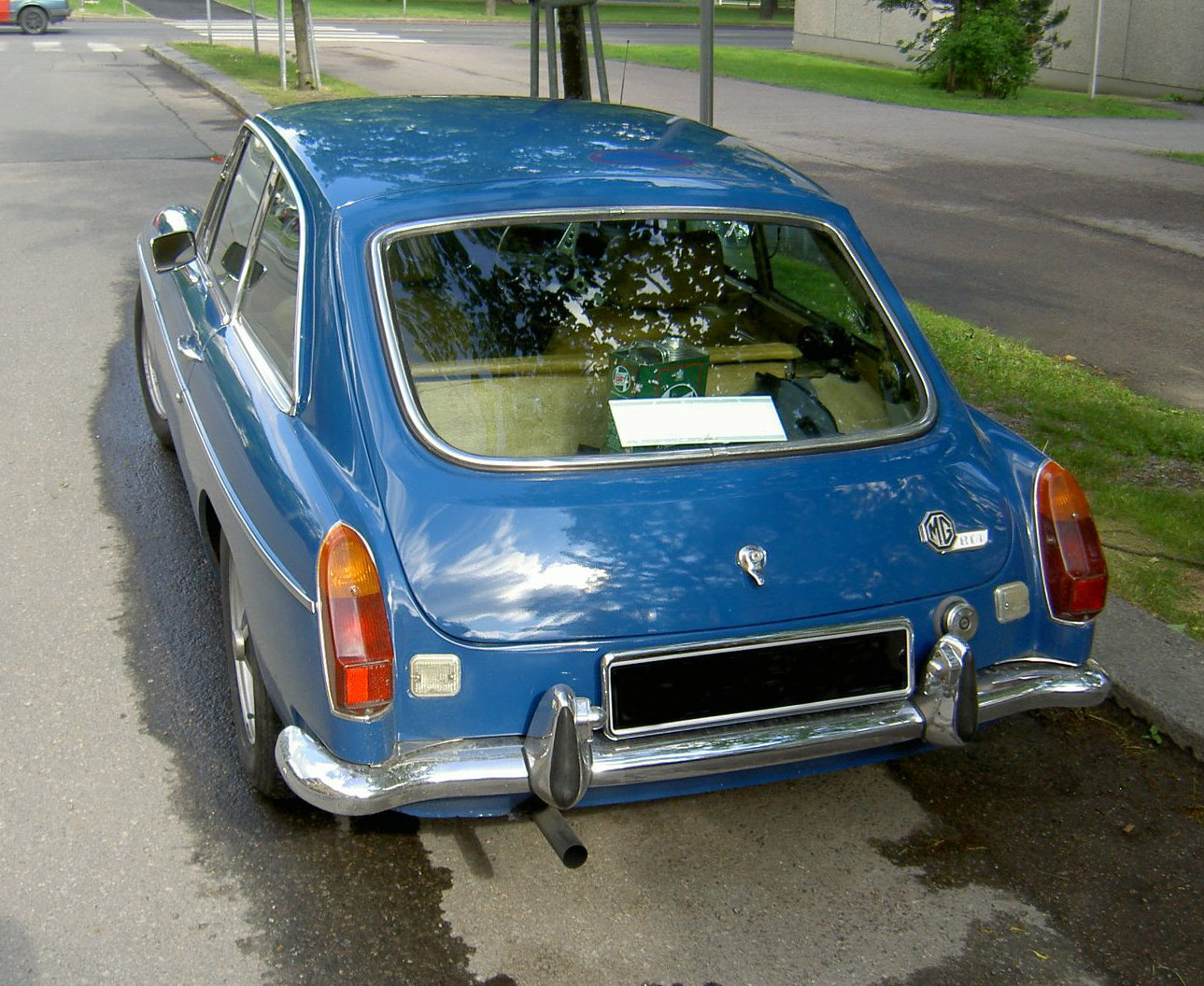
MGB GT（年式不詳）
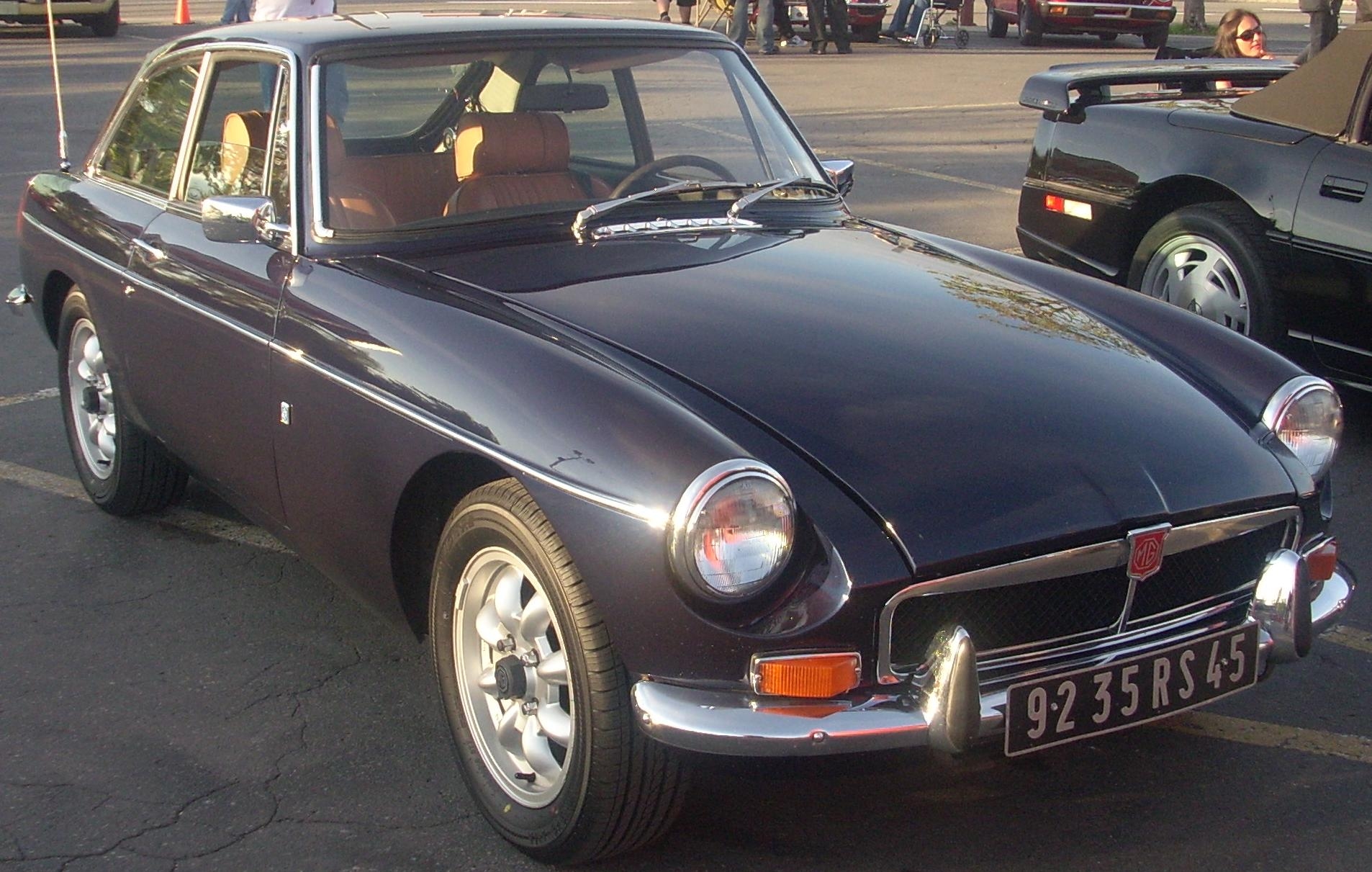
MGB GT（1973-74年式・北米モデル）
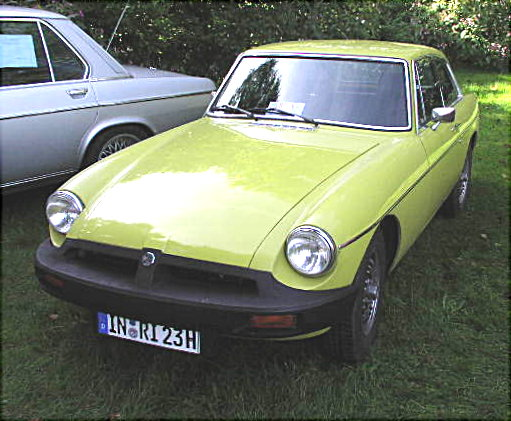
MGB GT V8（1975-76年式）
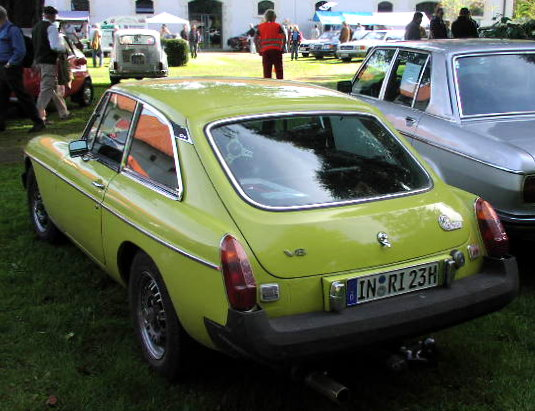
MGB GT V8（1975-76年式）
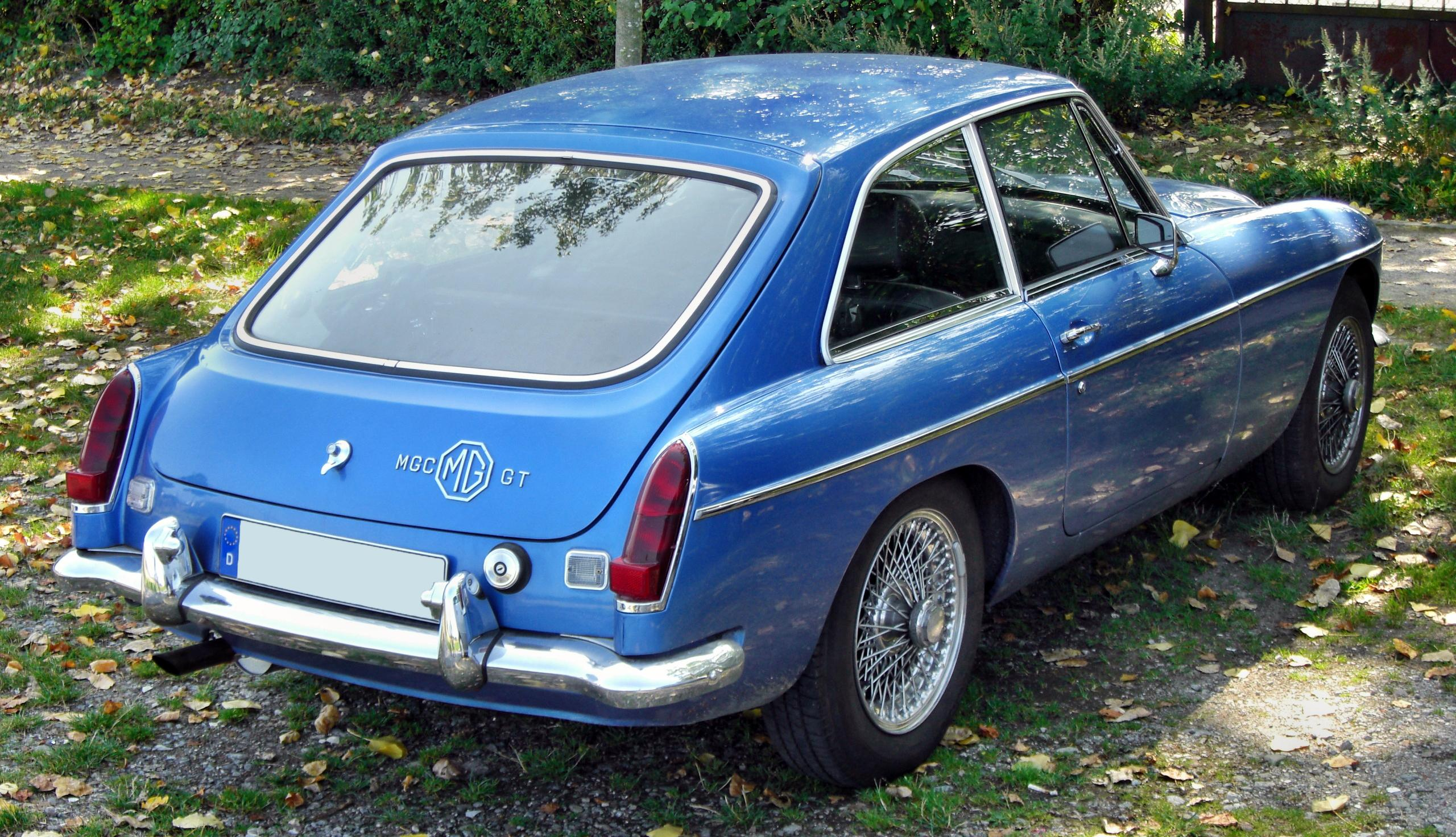
MGC GT（年式不詳）
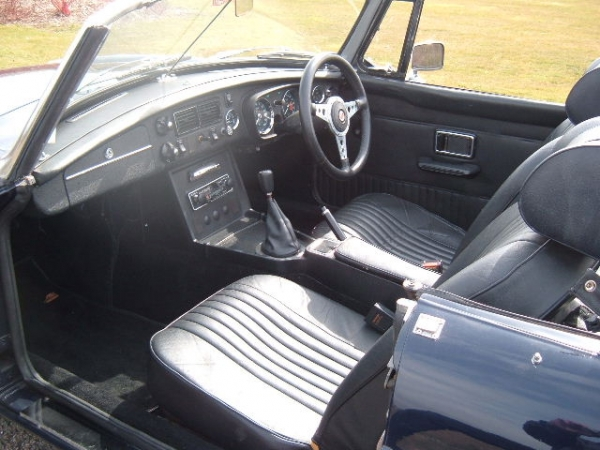
MGB（1972年式・インテリア）
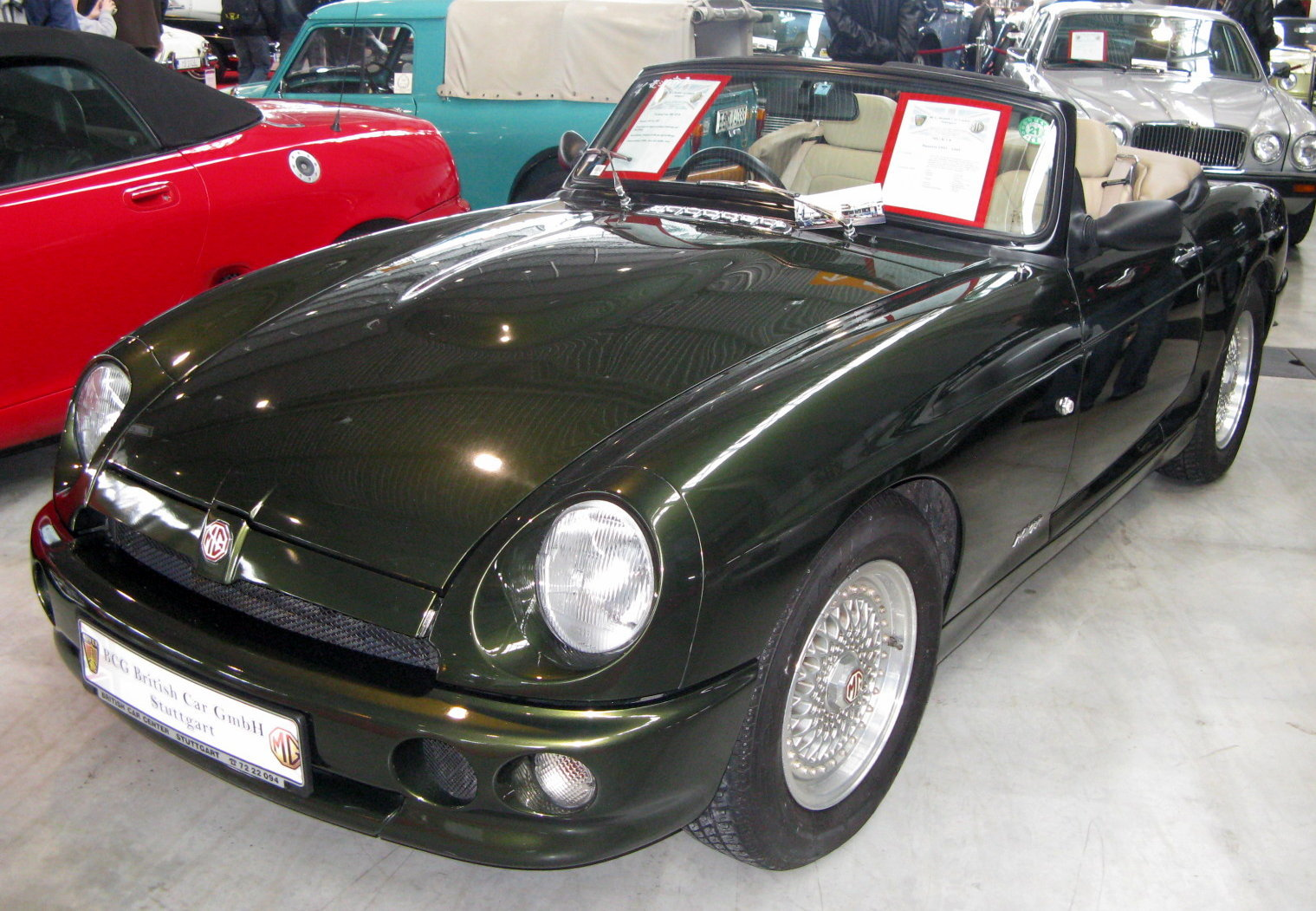
MG RV8(1995年式)
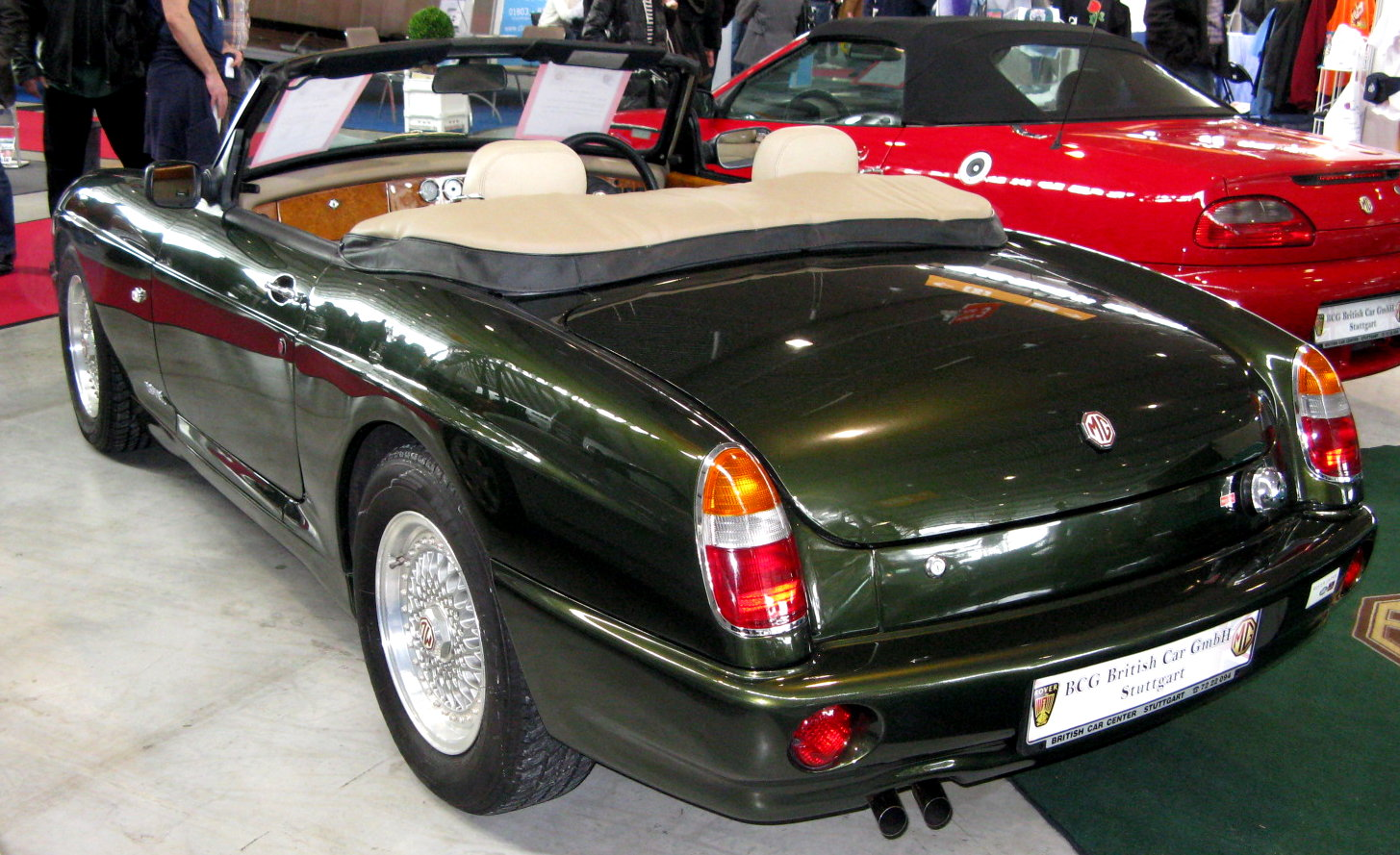
MG RV8(1995年式)
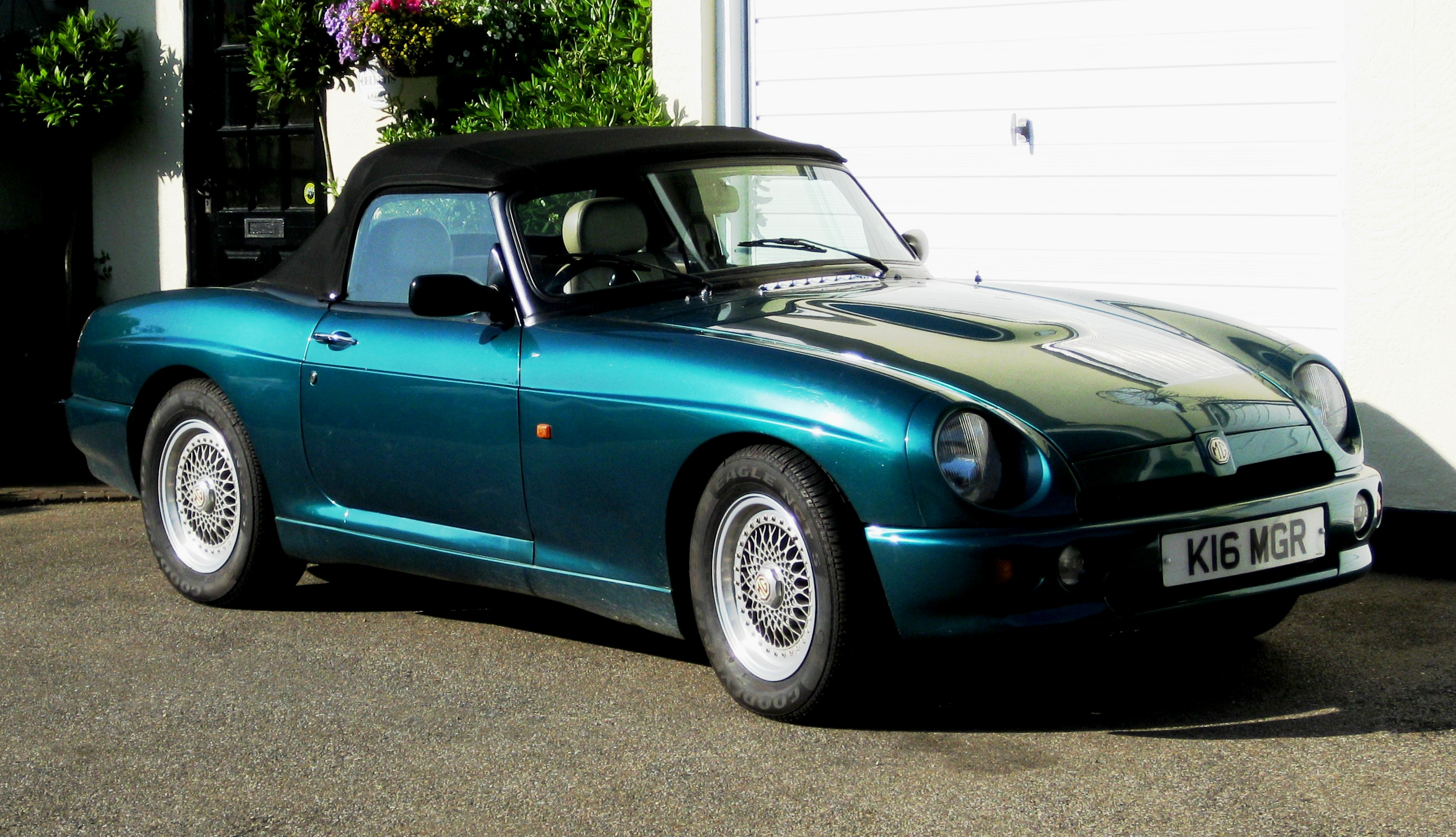
MG RV8(年式不詳)
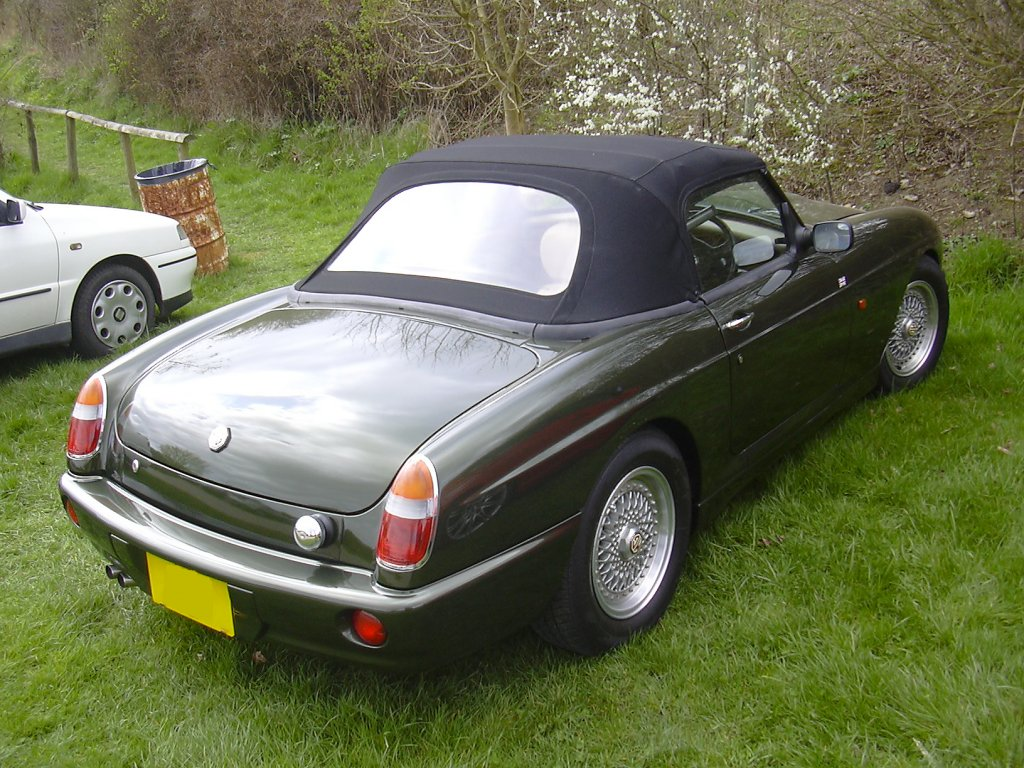
MG RV8(年式不詳・英国モデル)